# Liga Światowa w Piłce Siatkowej 2010 (grupa D)
Do rywalizacji w fazie interkontynentalnej Ligi światowej siatkarzy przystąpiło 16 reprezentacji. W grupie D znalazły się następujące drużyny:
- Polska
- Kuba
- Niemcy
- Argentyna

Mecze w grupie D rozegrane zostały pomiędzy 4 czerwca a 9 lipca.

## Tabela
| Lp. | Drużyna   | Pkt | Mecze | Mecze   | Mecze   | Małe punkty | Małe punkty | Małe punkty | Sety | Sety | Sety  |
| Lp. | Drużyna   | Pkt | M     | W (3:2) | P (2:3) | zdob.       | str.        | ratio       | wyg. | prz. | ratio |
| --- | --------- | --- | ----- | ------- | ------- | ----------- | ----------- | ----------- | ---- | ---- | ----- |
| 1   | Kuba      | 29  | 12    | 11 (4)  | 1 (0)   | 1112        | 1035        | 1.074       | 33   | 15   | 2.200 |
| 2   | Niemcy    | 21  | 12    | 7 (1)   | 5 (1)   | 1102        | 1061        | 1.039       | 26   | 21   | 1.238 |
| 3   | Polska    | 19  | 12    | 6 (1)   | 6 (2)   | 1093        | 1084        | 1.008       | 24   | 24   | 1.000 |
| 4   | Argentyna | 3   | 12    | 0 (0)   | 12 (3)  | 1054        | 1181        | 0.892       | 13   | 36   | 0.361 |

Źródło: FIVB
Punktacja: 3:0 i 3:1 – 3 pkt; 3:2 – 2 pkt; 2:3 – 1 pkt; 1:3 i 0:3 – 0 pkt
Zasady ustalania kolejności: 1. liczba punktów; 2. liczba zwycięstw; 3. stosunek małych punktów; 4. stosunek setów
Argentyna zakwalifikowała się do turnieju finałowego jako jego gospodarz.

## Mecze
1. kolejka
| 4 czerwca 2010 | Kuba                        | 3:1 (25:23, 25:20, 21:25, 25:18) | Argentyna               | Ciudad Deportiva, Hawana                         |  |
| 20:50          | Wilfredo León Venero 17 pkt | raport                           | Gustavo Scholtis 19 pkt | Widzów: 12 000 Sędziowie: U. Sokulu i M. Labasta |  |

| 5 czerwca 2010 | Kuba                            | 3:2 (32:34, 25:23, 20:25, 25:17, 15:13) | Argentyna               | Ciudad Deportiva, Hawana                         |  |
| 20:50          | Fernando Hernandez Ramos 22 pkt | raport                                  | Guillermo Garcia 27 pkt | Widzów: 8 000 Sędziowie: M. Labasta i U. Sokullu |  |

| 5 czerwca 2010 | Niemcy              | 3:1 (23:25, 25:18, 25:22, 26:24) | Polska               | Porsche Arena, Stuttgart                           |  |
| 19:40          | Georg Grozer 32 pkt | raport                           | Bartosz Kurek 14 pkt | Widzów: 3 000 Sędziowie: D. Jovanovic i K. Todorov |  |

| 6 czerwca 2010 | Niemcy                                       | 3:0 (28:26, 30:28, 25:18) | Polska              | Porsche Arena, Stuttgart                           |  |
| 15:10          | Sebastian Schwarz 15 pkt Robert Kromm 15 pkt | raport                    | Jakub Jarosz 14 pkt | Widzów: 2 500 Sędziowie: K. Todorov i D. Jovanovic |  |

2. kolejka
| 11 czerwca 2010 | Kuba                        | 3:0 (26:24, 25:18, 25:19) | Niemcy              | Ciudad Deportiva, Hawana                      |  |
| 20.50           | Joandry Leal Hidalgo 32 pkt | raport                    | Georg Grozer 14 pkt | Widzów: 7 500 Sędziowie: M. Cinti i Z. Bjelic |  |

| 12 czerwca 2010 | Kuba                        | 3:1 (25:22, 25:23, 21:25, 25:17) | Niemcy              | Ciudad Deportiva, Hawana                      |  |
| 20:50           | Joandry Leal Hidalgo 19 pkt | raport                           | Robert Kromm 18 pkt | Widzów: 9 800 Sędziowie: Z. Bjelic i M. Cinti |  |

| 11 czerwca 2010 | Argentyna           | 1:3 (20:25, 21:25, 25:20, 20:25) | Polska              | Aldo Cantoni, San Juan                                       |  |
| 21.20           | Lucas Ocampo 18 pkt | raport                           | Jakub Jarosz 26 pkt | Widzów: 7 130 Sędziowie: J. Barboza Neto i D. Cespedes Lassy |  |

| 12 czerwca 2010 | Argentyna                                   | 2:3 (25:22, 22:25, 25:20, 23:25, 12:15) | Polska              | Aldo Cantoni, San Juan                                       |  |
| 21:20           | Lucas Ocampo 15 pkt Guillermo Garcia 15 pkt | raport                                  | Jakub Jarosz 13 pkt | Widzów: 7 200 Sędziowie: D. Cespedes Lassy i J. Barboza Neto |  |

3. kolejka
| 18 czerwca 2010 | Kuba                            | 3:2 (19:25, 25:16, 17:25, 25:23, 15:10) | Polska              | Ciudad Deportiva, Hawana                        |  |
| 20:50           | Fernando Hernandez Ramos 18 pkt | raport                                  | Jakub Jarosz 17 pkt | Widzów: 8 000 Sędziowie: C. Cimino i F. Pasqali |  |

| 19 czerwca 2010 | Kuba                                                        | 0:3 (25:27, 23:25, 12:25) | Polska               | Ciudad Deportiva, Hawana                         |  |
| 20:50           | Joandry Leal Hidalgo 10 pkt Fernando Hernandez Ramos 10 pkt | raport                    | Bartosz Kurek 11 pkt | Widzów: 12 000 Sędziowie: F. Pasqali i C. Cimino |  |

| 18 czerwca 2010 | Argentyna                                     | 0:3 (20:25, 20:25, 22:25) | Niemcy              | Polideportivo Capital, Catamarca                     |  |
| 21:17           | Federico Pereyra 8 pkt Guillermo Garcia 8 pkt | raport                    | Georg Grozer 20 pkt | Widzów: 6 000 Sędziowie: S. Santi i J. Velez Mercado |  |

| 19 czerwca 2010 | Argentyna               | 1:3 (32:34, 18:25, 25:18, 28:30) | Niemcy              | Polideportivo Capital, Catamarca                     |  |
| 21:17           | Guillermo Garcia 14 pkt | raport                           | Georg Grozer 24 pkt | Widzów: 6 000 Sędziowie: J. Velez Mercado i S. Santi |  |

4. kolejka
| 25 czerwca 2010 | Niemcy              | 2:3 (23:25, 25:17, 24:26, 25:23, 13:15) | Kuba                        | Arena Trier, Trewir                             |  |
| 20:10           | Georg Grozer 26 pkt | raport                                  | Wilfredo León Venero 18 pkt | Widzów: 2 000 Sędziowie: P. Salvatore i A. Tano |  |

| 26 czerwca 2010 | Niemcy              | 1:3 (21:25, 24:26, 25:17, 22:25) | Kuba                        | Arena Trier, Trewir                             |  |
| 14:00           | Georg Grozer 17 pkt | raport                           | Rolando Cepeda Abreu 18 pkt | Widzów: 2 200 Sędziowie: A. Tano i P. Salvatore |  |

| 26 czerwca 2010 | Polska              | 3:1 (25:19, 26:28, 27:25, 25:22) | Argentyna                    | Hala Stulecia, Wrocław                        |  |
| 15:30           | Jakub Jarosz 20 pkt | raport                           | Gabriel Adrián Arroyo 15 pkt | Widzów: 5 184 Sędziowie: D. Cuk i P. Sowapark |  |

| 27 czerwca 2010 | Polska               | 3:1 (22:25, 25:17, 25:20, 25:21) | Argentyna                     | Hala Stulecia, Wrocław                        |  |
| 18:10           | Bartosz Kurek 19 pkt | raport                           | Rodrigo Daniel Quiroga 16 pkt | Widzów: 5 500 Sędziowie: P. Sowapark i D. Cuk |  |

5. kolejka
| 30 czerwca 2010 | Niemcy              | 3:1 (25:18, 17:25, 25:15, 25:17) | Argentyna              | Max-Schmeling-Halle, Berlin                  |  |
| 19:40           | Robert Kromm 17 pkt | raport                           | Rodrigo Quiroga 13 pkt | Widzów: 3 900 Sędziowie: K. Kim i N. Shaaban |  |

| 1 lipca 2010 | Niemcy              | 3:1 (25:19, 23:25, 25:21, 25:19) | Argentyna               | Max-Schmeling-Halle, Berlin                  |  |
| 19:40        | Georg Grozer 21 pkt | raport                           | Federico Pereyra 19 pkt | Widzów: 3 150 Sędziowie: N. Shaaban i K. Kim |  |

| 3 lipca 2010 | Polska               | 0:3 (21:25, 22:25, 24:26) | Kuba                        | Atlas Arena, Łódź                               |  |
| 14:10        | Michał Ruciak 13 pkt | raport                    | Rolando Cepeda Abreu 16 pkt | Widzów: 12 693 Sędziowie: F. Loderus i S. Santi |  |

| 4 lipca 2010 | Polska               | 1:3 (19:25, 22:25, 25:22, 16:25) | Kuba                        | Atlas Arena, Łódź                               |  |
| 16:30        | Piotr Gruszka 14 pkt | raport                           | Rolando Cepeda Abreu 16 pkt | Widzów: 12 782 Sędziowie: S. Santi i F. Loderus |  |

6. kolejka
| 8 lipca 2010 | Polska               | 2:3 (21:25, 25:20, 22:25, 25:23, 11:15) | Niemcy              | Spodek, Katowice                                 |  |
| 20:00        | Bartosz Kurek 21 pkt | raport                                  | Georg Grozer 24 pkt | Widzów: 10 000 Sędziowie: Z. Bjelic i N. Ermihan |  |

| 9 lipca 2010 | Polska                  | 3:1 (25:27, 26:24, 25:21, 25:18) | Niemcy              | Spodek, Katowice                                 |  |
| 20:00        | Marcin Możdżonek 17 pkt | raport                           | Georg Grozer 14 pkt | Widzów: 10 000 Sędziowie: N. Ermihan i Z. Bjelic |  |

| 8 lipca 2010 | Argentyna                  | 2:3 (18:25, 20:25, 32:30, 25:23, 8:15) | Kuba                          | Estadio Cincuentenario, Formosa                             |  |
| 21:10        | Lucas Samuel Ocampo 16 pkt | raport                                 | Roberlandy Simón Aties 19 pkt | Widzów: 4 300 Sędziowie: P. Groenewegen i D. Cespedes Lassy |  |

| 9 lipca 2010 | Argentyna                      | 0:3 (16:25, 24:26, 19:25) | Kuba                        | Estadio Cincuentenario, Formosa                             |  |
| 21:10        | Guillermo Gabriel Garcia 9 pkt | raport                    | Rolando Cepeda Abreu 12 pkt | Widzów: 5 115 Sędziowie: D. Cespedes Lassy i P. Groenewegen |  |

## Spotkania 1. kolejki

### Kuba – Argentyna
Piątek, 4 czerwca 2010

20:50 (UTC-4) – Ciudad Deportiva, Hawana – Widzów: 12 000
| Kuba                        | 3:1 (25:23, 25:20, 21:25, 25:18) | Argentyna               |
| Wilfredo León Venero 17 pkt | raport                           | Gustavo Scholtis 19 pkt |

|                           |    |                     |        |
|                           |    |                     |        |
| P                         | 1  | Wilfredo León       | 17 pkt |
| P                         | 4  | Joandry Leal        | 15 pkt |
| L                         | 6  | Keibir Gutierrez    |        |
| Ś                         | 7  | Osmany Camejo       | 10 pkt |
| A                         | 8  | Rolando Cepeda      | 5 pkt  |
| Ś                         | 13 | Roberlandy Simón    | 10 pkt |
| R                         | 14 | Raydel Hierrezuelo  | 7 pkt  |
| Zmiany:                   |    |                     |        |
| P                         | 3  | Alvarez Leyva       |        |
| P                         | 12 | Henry Bell Cisnero  |        |
| Ś                         | 16 | Isbel Mesa Sandobal |        |
| R                         | 18 | Joandry Díaz        |        |
| A                         | 19 | Hernandez Ramos     | 10 pkt |
| Trener:                   |    |                     |        |
| Orlando Samuels Blackwood |    |                     |        |

| Wyjściowe ustawienia drużyn w 1. secie                                                                      |
| --- |
| \| De Cecco Garcia Spajic Scholtis Ocampo Solé Meana Hierrezuelo Leal Simón Cepeda León Camejo Gutierrez \| |
| |
| De Cecco Garcia Spajic Scholtis Ocampo Solé Meana Hierrezuelo Leal Simón Cepeda León Camejo Gutierrez       |

| De Cecco Garcia Spajic Scholtis Ocampo Solé Meana Hierrezuelo Leal Simón Cepeda León Camejo Gutierrez |

| Wyjściowe ustawienia drużyn w 2. secie                                                                      |
| --- |
| \| De Cecco Garcia Spajic Scholtis Ocampo Solé Meana Hierrezuelo Leal Simón Cepeda León Camejo Gutierrez \| |
| |
| De Cecco Garcia Spajic Scholtis Ocampo Solé Meana Hierrezuelo Leal Simón Cepeda León Camejo Gutierrez       |

| De Cecco Garcia Spajic Scholtis Ocampo Solé Meana Hierrezuelo Leal Simón Cepeda León Camejo Gutierrez |

| Wyjściowe ustawienia drużyn w 3. secie                                                                            |
| --- |
| \| Uriarte Garcia Spajic Scholtis Ocampo Blanco Costa Meana Hierrezuelo Leal Simón Ramos León Camejo Gutierrez \| |
| |
| Uriarte Garcia Spajic Scholtis Ocampo Blanco Costa Meana Hierrezuelo Leal Simón Ramos León Camejo Gutierrez       |

| Uriarte Garcia Spajic Scholtis Ocampo Blanco Costa Meana Hierrezuelo Leal Simón Ramos León Camejo Gutierrez |

| Wyjściowe ustawienia drużyn w 4. secie                                                                            |
| --- |
| \| Uriarte Garcia Spajic Scholtis Ocampo Blanco Costa Meana Hierrezuelo Leal Simón Ramos León Camejo Gutierrez \| |
| |
| Uriarte Garcia Spajic Scholtis Ocampo Blanco Costa Meana Hierrezuelo Leal Simón Ramos León Camejo Gutierrez       |

| Uriarte Garcia Spajic Scholtis Ocampo Blanco Costa Meana Hierrezuelo Leal Simón Ramos León Camejo Gutierrez |

|              |    |                     |        |
|              |    |                     |        |
| P            | 4  | Lucas Ocampo        | 6 pkt  |
| A            | 6  | Gustavo Scholtis    | 19 pkt |
| Ś            | 10 | Alejandro Spajić    | 10 pkt |
| Ś            | 11 | Sebastian Solé      | 2 pkt  |
| P            | 14 | Guillermo Garcia    | 8 pkt  |
| R            | 15 | Luciano De Cecco    |        |
| L            | 17 | Pablo Meana         |        |
| Zmiany:      |    |                     |        |
| P            | 2  | Javier Filardi      |        |
| Ś            | 3  | Martín Blanco Costa | 2 pkt  |
| R            | 5  | Nicolás Uriarte     | 1 pkt  |
| A            | 18 | Lucas Chavez        |        |
| P            | 19 | Gaston Giani        | 1 pkt  |
| Trener:      |    |                     |        |
| Javier Weber |    |                     |        |

- I sędzia: U. Sokullu (Turcja)
- II sędzia: M. Labasta (Czechy)
- Czas trwania meczu: 121 minut

| Kuba | Statystyki        | Argentyna |
| 3    | SETY              | 1         |
| 96   | MAŁE PUNKTY       | 86        |
| 57   | ATAK              | 41        |
| 6    | BLOK              | 6         |
| 11   | SERWIS            | 2         |
| 22   | BŁĘDY PRZECIWNIKA | 37        |

### Niemcy – Polska
Sobota, 5 czerwca 2010

19:40 (UTC+2) – Porsche Arena, Stuttgart – Widzów: 3 000
| Niemcy              | 3:1 (23:25, 25:18, 25:22, 26:24) | Polska               |
| Georg Grozer 32 pkt | raport                           | Bartosz Kurek 14 pkt |

|                         |    |                    |        |
|                         |    |                    |        |
| P                       | 3  | Sebastian Schwarz  | 9 pkt  |
| Ś                       | 8  | Marcus Böhme       | 6 pkt  |
| L                       | 12 | Ferdinand Tille    |        |
| P                       | 14 | Robert Kromm       | 16 pkt |
| Ś                       | 15 | Max Günthör        | 8 pkt  |
| R                       | 17 | Patrick Steuerwald | 3 pkt  |
| A                       | 18 | Georg Grozer       | 32 pkt |
| Zmiany:                 |    |                    |        |
| P                       | 5  | Björn Andrae       |        |
| P                       | 6  | Denis Kaliberda    | 3 pkt  |
| Ś                       | 7  | Lukas Bauer        |        |
| A                       | 10 | Jochen Schöps      |        |
| R                       | 11 | Manuel Rieke       |        |
| Trener:                 |    |                    |        |
| Raúl Lozano (Argentyna) |    |                    |        |

| Wyjściowe ustawienia drużyn w 1. secie                                                                           |
| --- |
| \| Łomacz Ruciak Czarnowski Gruszka Kurek Możdżonek Gacek Steuerwald Schwarz Günthör Grozer Kromm Böhme Tille \| |
| |
| Łomacz Ruciak Czarnowski Gruszka Kurek Możdżonek Gacek Steuerwald Schwarz Günthör Grozer Kromm Böhme Tille       |

| Łomacz Ruciak Czarnowski Gruszka Kurek Możdżonek Gacek Steuerwald Schwarz Günthör Grozer Kromm Böhme Tille |

| Wyjściowe ustawienia drużyn w 2. secie                                                                           |
| --- |
| \| Łomacz Ruciak Czarnowski Gruszka Kurek Możdżonek Gacek Steuerwald Schwarz Günthör Grozer Kromm Böhme Tille \| |
| |
| Łomacz Ruciak Czarnowski Gruszka Kurek Możdżonek Gacek Steuerwald Schwarz Günthör Grozer Kromm Böhme Tille       |

| Łomacz Ruciak Czarnowski Gruszka Kurek Możdżonek Gacek Steuerwald Schwarz Günthör Grozer Kromm Böhme Tille |

| Wyjściowe ustawienia drużyn w 3. secie                                                                           |
| --- |
| \| Łomacz Ruciak Czarnowski Gruszka Kurek Możdżonek Gacek Steuerwald Schwarz Günthör Grozer Kromm Böhme Tille \| |
| |
| Łomacz Ruciak Czarnowski Gruszka Kurek Możdżonek Gacek Steuerwald Schwarz Günthör Grozer Kromm Böhme Tille       |

| Łomacz Ruciak Czarnowski Gruszka Kurek Możdżonek Gacek Steuerwald Schwarz Günthör Grozer Kromm Böhme Tille |

| Wyjściowe ustawienia drużyn w 4. secie                                                                          |
| --- |
| \| Łomacz Ruciak Czarnowski Jarosz Kurek Możdżonek Gacek Steuerwald Schwarz Günthör Grozer Kromm Böhme Tille \| |
| |
| Łomacz Ruciak Czarnowski Jarosz Kurek Możdżonek Gacek Steuerwald Schwarz Günthör Grozer Kromm Böhme Tille       |

| Łomacz Ruciak Czarnowski Jarosz Kurek Możdżonek Gacek Steuerwald Schwarz Günthör Grozer Kromm Böhme Tille |

|                               |    |                   |        |
|                               |    |                   |        |
| A                             | 3  | Piotr Gruszka     | 8 pkt  |
| P                             | 6  | Bartosz Kurek     | 14 pkt |
| P                             | 14 | Michał Ruciak     | 9 pkt  |
| L                             | 15 | Piotr Gacek       |        |
| Ś                             | 16 | Patryk Czarnowski | 6 pkt  |
| Ś                             | 18 | Marcin Możdżonek  | 10 pkt |
| R                             | 19 | Grzegorz Łomacz   | 1 pkt  |
| Zmiany:                       |    |                   |        |
| A                             | 7  | Jakub Jarosz      | 9 pkt  |
| Ś                             | 8  | Karol Kłos        |        |
| P                             | 9  | Zbigniew Bartman  | 3 pkt  |
| R                             | 11 | Łukasz Żygadło    |        |
| P                             | 13 | Mateusz Mika      |        |
| Trener:                       |    |                   |        |
| Daniel Castellani (Argentyna) |    |                   |        |

- I sędzia: D. Jovanovic (Serbia)
- II sędzia: K. Todorov (Bułgaria)
- Czas trwania meczu: 117 minut

| Niemcy | Statystyki        | Polska |
| 3      | SETY              | 1      |
| 99     | MAŁE PUNKTY       | 89     |
| 64     | ATAK              | 47     |
| 10     | BLOK              | 9      |
| 3      | SERWIS            | 7      |
| 22     | BŁĘDY PRZECIWNIKA | 26     |

### Kuba – Argentyna
Niedziela, 5 czerwca 2010

20:50 (UTC-4) – Ciudad Deportiva, Hawana – Widzów: 8 000
| Kuba                   | 3:2 (32:34, 25:23, 20:25, 25:17, 15:13) | Argentyna               |
| Hernandez Ramos 22 pkt | raport                                  | Guillermo Garcia 27 pkt |

|                           |    |                     |        |
|                           |    |                     |        |
| P                         | 1  | Wilfredo León       | 10 pkt |
| P                         | 4  | Joandry Leal        | 16 pkt |
| L                         | 6  | Keibir Gutierrez    |        |
| Ś                         | 7  | Osmany Camejo       | 12 pkt |
| Ś                         | 13 | Roberlandy Simón    | 18 pkt |
| A                         | 19 | Hernandez Ramos     | 22 pkt |
| Zmiany:                   |    |                     |        |
| P                         | 3  | Alvarez Leyva       |        |
| A                         | 8  | Rolando Cepeda      |        |
| P                         | 12 | Henry Bell Cisnero  |        |
| R                         | 14 | Raydel Hierrezuelo  | 2 pkt  |
| Ś                         | 16 | Isbel Mesa Sandobal |        |
| R                         | 18 | Joandry Díaz        | 1 pkt  |
| Trener:                   |    |                     |        |
| Orlando Samuels Blackwood |    |                     |        |

| Wyjściowe ustawienia drużyn w 1. secie |
| -------------------------------------- |
| \| \|                                  |
|                                        |
|                                        |

|  |

| Wyjściowe ustawienia drużyn w 2. secie |
| -------------------------------------- |
| \| \|                                  |
|                                        |
|                                        |

|  |

| Wyjściowe ustawienia drużyn w 3. secie |
| -------------------------------------- |
| \| \|                                  |
|                                        |
|                                        |

|  |

| Wyjściowe ustawienia drużyn w 4. secie |
| -------------------------------------- |
| \| \|                                  |
|                                        |
|                                        |

|  |

| Wyjściowe ustawienia drużyn w 5. secie |
| -------------------------------------- |
| \| \|                                  |
|                                        |
|                                        |

|  |

|              |    |                     |        |
|              |    |                     |        |
| P            | 4  | Lucas Ocampo        | 17 pkt |
| Ś            | 10 | Alejandro Spajic    | 15 pkt |
| Ś            | 11 | Sebastian Solé      | 7 pkt  |
| P            | 14 | Guillermo Garcia    | 27 pkt |
| R            | 15 | Luciano De Cecco    | 5 pkt  |
| P            | 16 | Alexis Gonzales     |        |
| Zmiany:      |    |                     |        |
| P            | 2  | Javier Filardi      |        |
| Ś            | 3  | Martín Blanco Costa |        |
| R            | 5  | Nicolás Uriarte     |        |
| A            | 6  | Gustavo Scholtis    | 8 pkt  |
| A            | 18 | Lucas Chavez        | 7 pkt  |
| P            | 19 | Gaston Giani        |        |
| Trener:      |    |                     |        |
| Javier Weber |    |                     |        |

- I sędzia: M. Labasta (Czechy)
- II sędzia: U. Sokullu (Turcja)
- Czas trwania meczu: 121 minut

| Kuba | Statystyki        | Argentyna |
| 3    | SETY              | 2         |
| 117  | MAŁE PUNKTY       | 112       |
| 65   | ATAK              | 62        |
| 10   | BLOK              | 18        |
| 6    | SERWIS            | 6         |
| 36   | BŁĘDY PRZECIWNIKA | 26        |

### Niemcy – Polska
Niedziela, 6 czerwca 2010

15:10 (UTC+2) – Porsche Arena, Stuttgart – Widzów: 2 500
| Niemcy                                       | 3:0 (28:26, 30:28, 25:18) | Polska              |
| Sebastian Schwarz 15 pkt Robert Kromm 15 pkt | raport                    | Jakub Jarosz 14 pkt |

|                         |    |                    |        |
|                         |    |                    |        |
| P                       | 3  | Sebastian Schwarz  | 15 pkt |
| Ś                       | 8  | Marcus Böhme       | 1 pkt  |
| L                       | 12 | Ferdinand Tille    |        |
| P                       | 14 | Robert Kromm       | 15 pkt |
| Ś                       | 15 | Max Günthör        | 10 pkt |
| R                       | 17 | Patrick Steuerwald | 5 pkt  |
| A                       | 18 | Georg Grozer       | 10 pkt |
| Zmiany:                 |    |                    |        |
| P                       | 5  | Björn Andrae       |        |
| P                       | 6  | Denis Kaliberda    |        |
| Ś                       | 7  | Lukas Bauer        |        |
| A                       | 10 | Jochen Schöps      |        |
| R                       | 11 | Manuel Rieke       |        |
| Trener:                 |    |                    |        |
| Raúl Lozano (Argentyna) |    |                    |        |

| Wyjściowe ustawienia drużyn w 1. secie                                                                           |
| --- |
| \| Steuerwald Schwarz Böhme Grozer Kromm Günthör Tille Łomacz Ruciak Możdżonek Gruszka Kurek Czarnowski Gacek \| |
| |
| Steuerwald Schwarz Böhme Grozer Kromm Günthör Tille Łomacz Ruciak Możdżonek Gruszka Kurek Czarnowski Gacek       |

| Steuerwald Schwarz Böhme Grozer Kromm Günthör Tille Łomacz Ruciak Możdżonek Gruszka Kurek Czarnowski Gacek |

| Wyjściowe ustawienia drużyn w 2. secie                                                                            |
| --- |
| \| Steuerwald Schwarz Böhme Grozer Kromm Günthör Tille Żygadło Ruciak Możdżonek Gruszka Kurek Czarnowski Gacek \| |
| |
| Steuerwald Schwarz Böhme Grozer Kromm Günthör Tille Żygadło Ruciak Możdżonek Gruszka Kurek Czarnowski Gacek       |

| Steuerwald Schwarz Böhme Grozer Kromm Günthör Tille Żygadło Ruciak Możdżonek Gruszka Kurek Czarnowski Gacek |

| Wyjściowe ustawienia drużyn w 3. secie                                                                           |
| --- |
| \| Steuerwald Schwarz Böhme Grozer Kromm Günthör Tille Żygadło Ruciak Możdżonek Jarosz Kurek Czarnowski Gacek \| |
| |
| Steuerwald Schwarz Böhme Grozer Kromm Günthör Tille Żygadło Ruciak Możdżonek Jarosz Kurek Czarnowski Gacek       |

| Steuerwald Schwarz Böhme Grozer Kromm Günthör Tille Żygadło Ruciak Możdżonek Jarosz Kurek Czarnowski Gacek |

|                               |    |                   |        |
|                               |    |                   |        |
| P                             | 6  | Bartosz Kurek     | 14 pkt |
| P                             | 14 | Michał Ruciak     | 2 pkt  |
| L                             | 15 | Piotr Gacek       |        |
| Ś                             | 16 | Patryk Czarnowski | 6 pkt  |
| Ś                             | 18 | Marcin Możdżonek  | 7 pkt  |
| Zmiany:                       |    |                   |        |
| A                             | 3  | Piotr Gruszka     | 7 pkt  |
| A                             | 7  | Jakub Jarosz      | 9 pkt  |
| Ś                             | 8  | Karol Kłos        |        |
| P                             | 9  | Zbigniew Bartman  | 3 pkt  |
| R                             | 11 | Łukasz Żygadło    |        |
| P                             | 13 | Mateusz Mika      |        |
| R                             | 19 | Grzegorz Łomacz   |        |
| Trener:                       |    |                   |        |
| Daniel Castellani (Argentyna) |    |                   |        |

- I sędzia: K. Todorov (Bułgaria)
- II sędzia: D. Jovanovic (Serbia)
- Czas trwania meczu: 88 minut

| Niemcy | Statystyki        | Polska |
| 3      | SETY              | 0      |
| 83     | MAŁE PUNKTY       | 72     |
| 44     | ATAK              | 42     |
| 11     | BLOK              | 9      |
| 1      | SERWIS            | 3      |
| 27     | BŁĘDY PRZECIWNIKA | 18     |

## Spotkania 2. kolejki

### Kuba – Niemcy
Sobota, 11 czerwca 2010

20:50 (UTC-4) – Ciudad Deportiva, Hawana – Widzów: 7 500
| Kuba                | 3:0 (26:24, 25:18, 25:19) | Niemcy              |
| Joandry Leal 17 pkt | raport                    | Georg Grozer 14 pkt |

|                           |    |                     |        |
|                           |    |                     |        |
| P                         | 1  | Wilfredo León       | 11 pkt |
| P                         | 4  | Joandry Leal        | 17 pkt |
| L                         | 6  | Keibir Gutierrez    |        |
| Ś                         | 7  | Osmany Camejo       | 6 pkt  |
| Ś                         | 13 | Roberlandy Simón    | 9 pkt  |
| R                         | 14 | Raydel Hierrezuelo  | 4 pkt  |
| A                         | 19 | Hernandez Ramos     | 9 pkt  |
| Zmiany:                   |    |                     |        |
| P                         | 3  | Alvarez Leyva       |        |
| A                         | 8  | Rolando Cepeda      |        |
| P                         | 12 | Henry Bell Cisnero  |        |
| Ś                         | 16 | Isbel Mesa Sandobal |        |
| R                         | 18 | Joandry Díaz        |        |
| Trener:                   |    |                     |        |
| Orlando Samuels Blackwood |    |                     |        |

| Wyjściowe ustawienia drużyn w 1. secie |
| -------------------------------------- |
| \| \|                                  |
|                                        |
|                                        |

|  |

| Wyjściowe ustawienia drużyn w 2. secie |
| -------------------------------------- |
| \| \|                                  |
|                                        |
|                                        |

|  |

| Wyjściowe ustawienia drużyn w 3. secie |
| -------------------------------------- |
| \| \|                                  |
|                                        |
|                                        |

|  |

|             |    |                    |        |
|             |    |                    |        |
| Ś           | 8  | Marcus Böhme       | 8 pkt  |
| L           | 12 | Ferdinand Tille    |        |
| Ś           | 15 | Max Günthör        | 1 pkt  |
| L           | 17 | Patrick Steuerwald |        |
| A           | 18 | Georg Grozer       | 14 pkt |
| Zmiany:     |    |                    |        |
| P           | 3  | Sebastian Schwarz  | 1 pkt  |
| P           | 5  | Björn Andrae       | 7 pkt  |
| P           | 6  | Denis Kaliberda    | 2 pkt  |
| Ś           | 7  | Lukas Bauer        |        |
| A           | 10 | Jochen Schöps      | 1 pkt  |
| R           | 11 | Manuel Rieke       |        |
| R           | 14 | Christian Dünnes   |        |
| Trener:     |    |                    |        |
| Raúl Lozano |    |                    |        |

- I sędzia: M. Cinti (Włochy)
- II sędzia: Z. Bjelic (Serbia)
- Czas trwania meczu: 79 minut

| Kuba | Statystyki        | Argentyna |
| 3    | SETY              | 0         |
| 76   | MAŁE PUNKTY       | 61        |
| 39   | ATAK              | 31        |
| 14   | BLOK              | 2         |
| 3    | SERWIS            | 1         |
| 20   | BŁĘDY PRZECIWNIKA | 27        |

### Argentyna – Polska
Piątek, 11 czerwca 2010

21:20 (UTC-3) – Aldo Cantoni, San Juan – Widzów: 7 130
| Argentyna           | 1:3 (20:25, 21:25, 25:20, 20:25) | Polska              |
| Lucas Ocampo 18 pkt | raport                           | Jakub Jarosz 26 pkt |

|                          |    |                     |        |
|                          |    |                     |        |
| Ś                        | 3  | Martin Costa Blanco |        |
| P                        | 4  | Lucas Ocampo        | 18 pkt |
| R                        | 5  | Nicolás Uriarte     |        |
| A                        | 6  | Gustavo Scholtis    | 7 pkt  |
| P                        | 9  | Rodrigo Quiroga     | 1 pkt  |
| Ś                        | 10 | Alejandro Spajic    | 6 pkt  |
| Ś                        | 19 | Sebastian Solé      | 4 pkt  |
| Zmiany:                  |    |                     |        |
|                          |    |                     |        |
|                          |    |                     |        |
|                          |    |                     |        |
|                          |    |                     |        |
|                          |    |                     |        |
| Trener:                  |    |                     |        |
| Javier Weber (Argentyna) |    |                     |        |

| Wyjściowe ustawienia drużyn w 1. secie |
| -------------------------------------- |
| \| \|                                  |
|                                        |
|                                        |

|  |

| Wyjściowe ustawienia drużyn w 2. secie |
| -------------------------------------- |
| \| \|                                  |
|                                        |
|                                        |

|  |

| Wyjściowe ustawienia drużyn w 3. secie |
| -------------------------------------- |
| \| \|                                  |
|                                        |
|                                        |

|  |

| Wyjściowe ustawienia drużyn w 4. secie |
| -------------------------------------- |
| \| \|                                  |
|                                        |
|                                        |

|  |

|                               |    |                   |        |
|                               |    |                   |        |
| P                             | 2  | Michał Winiarski  | 2 pkt  |
| A                             | 3  | Piotr Gruszka     |        |
| P                             | 6  | Bartosz Kurek     | 7 pkt  |
| A                             | 7  | Jakub Jarosz      | 26 pkt |
| L                             | 15 | Piotr Gacek       |        |
| Ś                             | 16 | Patryk Czarnowski | 15 pkt |
| Ś                             | 18 | Marcin Możdżonek  | 9 pkt  |
| R                             | 19 | Grzegorz Łomacz   |        |
| Zmiany:                       |    |                   |        |
|                               |    |                   |        |
|                               |    |                   |        |
|                               |    |                   |        |
|                               |    |                   |        |
| Trener:                       |    |                   |        |
| Daniel Castellani (Argentyna) |    |                   |        |

- I sędzia: J. Barboza Neto (Brazylia)
- II sędzia: D. Cespedes Lassy (Dominikana)
- Czas trwania meczu: 104 minuty

| Argentyna | Statystyki        | Polska |
| 1         | SETY              | 3      |
| 86        | MAŁE PUNKTY       | 95     |
| 33        | ATAK              | 38     |
| 7         | BLOK              | 13     |
| 3         | SERWIS            | 3      |
| 28        | BŁĘDY PRZECIWNIKA | 25     |

### Kuba – Niemcy
Niedziela, 12 czerwca 2010

20:50 (UTC-4) – Ciudad Deportiva, Hawana – Widzów: 9 800
| Kuba                | 3:1 (25:22, 25:23, 21:25, 25:17) | Niemcy              |
| Joandry Leal 19 pkt | raport                           | Robert Kromm 18 pkt |

|                           |    |                     |        |
|                           |    |                     |        |
| P                         | 1  | Wilfredo León       | 8 pkt  |
| P                         | 4  | Joandry Leal        | 19 pkt |
| L                         | 6  | Keibir Gutierrez    |        |
| Ś                         | 7  | Osmany Camejo       | 9 pkt  |
| Ś                         | 13 | Roberlandy Simón    | 13 pkt |
| Zmiany:                   |    |                     |        |
| P                         | 3  | Alvarez Leyva       |        |
| A                         | 8  | Rolando Cepeda      | 7 pkt  |
| P                         | 12 | Henry Bell Cisnero  |        |
| R                         | 14 | Raydel Hierrezuelo  | 3 pkt  |
| Ś                         | 16 | Isbel Mesa Sandobal |        |
| R                         | 18 | Joandry Díaz        |        |
| A                         | 19 | Hernandez Ramos     | 10 pkt |
| Trener:                   |    |                     |        |
| Orlando Samuels Blackwood |    |                     |        |

| Wyjściowe ustawienia drużyn w 1. secie |
| -------------------------------------- |
| \| \|                                  |
|                                        |
|                                        |

|  |

| Wyjściowe ustawienia drużyn w 2. secie |
| -------------------------------------- |
| \| \|                                  |
|                                        |
|                                        |

|  |

| Wyjściowe ustawienia drużyn w 3. secie |
| -------------------------------------- |
| \| \|                                  |
|                                        |
|                                        |

|  |

| Wyjściowe ustawienia drużyn w 4. secie |
| -------------------------------------- |
| \| \|                                  |
|                                        |
|                                        |

|  |

|                         |    |                    |        |
|                         |    |                    |        |
| Ś                       | 8  | Marcus Böhme       | 5 pkt  |
| L                       | 12 | Ferdinand Tille    |        |
| R                       | 13 | Robert Kromm       | 18 pkt |
| Ś                       | 15 | Max Günthör        | 12 pkt |
| L                       | 17 | Patrick Steuerwald | 1 pkt  |
| A                       | 18 | Georg Grozer       | 14 pkt |
| Zmiany:                 |    |                    |        |
| P                       | 3  | Sebastian Schwarz  | 3 pkt  |
| P                       | 5  | Björn Andrae       | 3 pkt  |
| P                       | 6  | Denis Kaliberda    | 1 pkt  |
| Ś                       | 7  | Lukas Bauer        | 1 pkt  |
| A                       | 10 | Jochen Schöps      |        |
| R                       | 11 | Manuel Rieke       |        |
| Trener:                 |    |                    |        |
| Raúl Lozano (Argentyna) |    |                    |        |

- I sędzia: Z. Bjelic (Serbia)
- II sędzia: M. Cinti (Włochy)
- Czas trwania meczu: 105 minut

| Kuba | Statystyki        | Argentyna |
| 3    | SETY              | 1         |
| 96   | MAŁE PUNKTY       | 87        |
| 53   | ATAK              | 42        |
| 10   | BLOK              | 8         |
| 6    | SERWIS            | 8         |
| 27   | BŁĘDY PRZECIWNIKA | 29        |

### Argentyna – Polska
Niedziela, 13 czerwca 2010

21:20 (UTC-3) – Aldo Cantoni, San Juan – Widzów: 7 200
| Argentyna                                   | 2:3 (25:22, 22:25, 25:20, 23:25, 12:15) | Polska              |
| Lucas Ocampo 15 pkt Guillermo Garcia 15 pkt | raport                                  | Jakub Jarosz 13 pkt |

|                          |    |                     |        |
|                          |    |                     |        |
| Ś                        | 3  | Martin Costa Blanco | 10 pkt |
| P                        | 4  | Lucas Ocampo        | 15 pkt |
| Ś                        | 10 | Alejandro Spajic    | 11 pkt |
| P                        | 14 | Guillermo Garcia    | 15 pkt |
| R                        | 15 | Luciano De Cecco    | 7 pkt  |
| L                        | 19 | Pablo Meana         |        |
| Zmiany:                  |    |                     |        |
| R                        | 5  | Nicolás Uriarte     |        |
| P                        | 9  | Rodrigo Quiroga     |        |
| Ś                        | 11 | Sebastian Solé      |        |
| A                        | 12 | Federico Pereyra    | 8 pkt  |
| P                        | 19 | Gaston Giani        |        |
| Trener:                  |    |                     |        |
| Javier Weber (Argentyna) |    |                     |        |

| Wyjściowe ustawienia drużyn w 1. secie |
| -------------------------------------- |
| \| \|                                  |
|                                        |
|                                        |

|  |

| Wyjściowe ustawienia drużyn w 2. secie |
| -------------------------------------- |
| \| \|                                  |
|                                        |
|                                        |

|  |

| Wyjściowe ustawienia drużyn w 3. secie |
| -------------------------------------- |
| \| \|                                  |
|                                        |
|                                        |

|  |

| Wyjściowe ustawienia drużyn w 4. secie |
| -------------------------------------- |
| \| \|                                  |
|                                        |
|                                        |

|  |

|                               |    |                   |        |
|                               |    |                   |        |
| P                             | 14 | Michał Ruciak     | 8 pkt  |
| L                             | 15 | Piotr Gacek       |        |
| Ś                             | 18 | Marcin Możdżonek  |        |
| Zmiany:                       |    |                   |        |
| P                             | 2  | Michał Winiarski  | 2 pkt  |
| A                             | 3  | Piotr Gruszka     | 12 pkt |
| P                             | 6  | Bartosz Kurek     | 3 pkt  |
| A                             | 7  | Jakub Jarosz      | 13 pkt |
| Ś                             | 8  | Karol Kłos        | 5 pkt  |
| P                             | 9  | Zbigniew Bartman  | 6 pkt  |
| R                             | 11 | Łukasz Żygadło    | 2 pkt  |
| Ś                             | 16 | Patryk Czarnowski | 6 pkt  |
| R                             | 19 | Grzegorz Łomacz   |        |
| Trener:                       |    |                   |        |
| Daniel Castellani (Argentyna) |    |                   |        |

- I sędzia: D. Cespedes Lassy (Dominikana)
- II sędzia: J. Barboza Neto (Brazylia)
- Czas trwania meczu: 131 minut

| Argentyna | Statystyki        | Polska |
| 2         | SETY              | 3      |
| 107       | MAŁE PUNKTY       | 107    |
| 34        | ATAK              | 30     |
| 10        | BLOK              | 5      |
| 4         | SERWIS            | 3      |
| 32        | BŁĘDY PRZECIWNIKA | 41     |

## Spotkania 3. kolejki

### Kuba – Polska
Piątek, 18 czerwca 2010

20:50 (UTC-4) – Ciudad Deportiva, Hawana – Widzów: 8 000
| Kuba                   | 3:2 (19:25, 25:16, 17:25, 25:23, 15:10) | Polska              |
| Hernandez Ramos 18 pkt | raport                                  | Jakub Jarosz 17 pkt |

|                           |    |                        |        |
|                           |    |                        |        |
| P                         | 1  | Wilfredo León Venero   | 9 pkt  |
| L                         | 6  | Keibir Gutierrez       |        |
| Ś                         | 7  | Osmany Camejo          | 7 pkt  |
| Ś                         | 13 | Roberlandy Simón Aties | 16 pkt |
| A                         | 19 | Hernandez Ramos        | 18 pkt |
| Zmiany:                   |    |                        |        |
| L                         | 3  | Gustavo Alvarez Leyva  |        |
| P                         | 4  | Joandry Leal           | 13 pkt |
| P                         | 8  | Rolando Cepeda Abreu   |        |
| P                         | 12 | Henry Bell Cisnero     | 3 pkt  |
| R                         | 14 | Raydel Aguirre         | 4 pkt  |
| Ś                         | 16 | Isbel Mesa Sandobal    |        |
| R                         | 18 | Joandry Díaz           | 3 pkt  |
| Trener:                   |    |                        |        |
| Orlando Samuels Blackwood |    |                        |        |

| Wyjściowe ustawienia drużyn w 1. secie |
| -------------------------------------- |
| \| \|                                  |
|                                        |
|                                        |

|  |

| Wyjściowe ustawienia drużyn w 2. secie |
| -------------------------------------- |
| \| \|                                  |
|                                        |
|                                        |

|  |

| Wyjściowe ustawienia drużyn w 3. secie |
| -------------------------------------- |
| \| \|                                  |
|                                        |
|                                        |

|  |

| Wyjściowe ustawienia drużyn w 4. secie |
| -------------------------------------- |
| \| \|                                  |
|                                        |
|                                        |

|  |

| Wyjściowe ustawienia drużyn w 5. secie |
| -------------------------------------- |
| \| \|                                  |
|                                        |
|                                        |

|  |

|                               |    |                   |        |
|                               |    |                   |        |
| Ś                             | 8  | Karol Kłos        | 7 pkt  |
| P                             | 9  | Zbigniew Bartman  | 14 pkt |
| R                             | 11 | Łukasz Żygadło    | 1 pkt  |
| P                             | 14 | Michał Ruciak     | 5 pkt  |
| Ś                             | 18 | Marcin Możdżonek  | 10 pkt |
| Zmiany:                       |    |                   |        |
| P                             | 2  | Michał Winiarski  | 1 pkt  |
| A                             | 3  | Piotr Gruszka     |        |
| P                             | 6  | Bartosz Kurek     | 5 pkt  |
| A                             | 7  | Jakub Jarosz      | 17 pkt |
| L                             | 15 | Piotr Gacek       |        |
| Ś                             | 16 | Patryk Czarnowski |        |
| R                             | 19 | Grzegorz Łomacz   |        |
| Trener:                       |    |                   |        |
| Daniel Castellani (Argentyna) |    |                   |        |

- I sędzia: C. Cimino (Brazylia)
- II sędzia: F. Pasqali (Włochy)
- Czas trwania meczu: 165 minut

| Kuba | Statystyki        | Polska |
| 3    | SETY              | 2      |
| 101  | MAŁE PUNKTY       | 99     |
| 51   | ATAK              | 47     |
| 17   | BLOK              | 5      |
| 5    | SERWIS            | 8      |
| 28   | BŁĘDY PRZECIWNIKA | 39     |

### Argentyna – Niemcy
Piątek, 18 czerwca 2010

21:20 (UTC-3) – Polideportivo Capital, Catamarca – Widzów: 6 000
| Argentyna                                     | ' 0:3 (20:25, 20:25, 22:25) | Niemcy              |
| Federico Pereyra 8 pkt Guillermo Garcia 8 pkt | raport                      | Georg Grozer 20 pkt |

|                          |    |                     |       |
|                          |    |                     |       |
| Ś                        | 1  | Gabriel Aroyo       | 7 pkt |
| Ś                        | 10 | Alejandro Spajic    | 7 pkt |
| P                        | 14 | Guillermo Garcia    | 8 pkt |
| L                        | 17 | Pablo Meana         |       |
| Zmiany:                  |    |                     |       |
| Ś                        | 3  | Martin Costa Blanco |       |
| P                        | 4  | Lucas Ocampo        | 5 pkt |
| R                        | 5  | Nicolás Uriarte     | 2 pkt |
| P                        | 9  | Rodrigo Quiroga     | 5 pkt |
| A                        | 12 | Federico Pereyra    | 8 pkt |
| R                        | 15 | Luciano De Cecco    |       |
| Trener:                  |    |                     |       |
| Javier Weber (Argentyna) |    |                     |       |

| Wyjściowe ustawienia drużyn w 1. secie |
| -------------------------------------- |
| \| \|                                  |
|                                        |
|                                        |

|  |

| Wyjściowe ustawienia drużyn w 2. secie |
| -------------------------------------- |
| \| \|                                  |
|                                        |
|                                        |

|  |

| Wyjściowe ustawienia drużyn w 3. secie |
| -------------------------------------- |
| \| \|                                  |
|                                        |
|                                        |

|  |

|                         |    |                    |        |
|                         |    |                    |        |
| L                       | 1  | Sebastian Prüsener |        |
| P                       | 3  | Sebastian Schwarz  | 4 pkt  |
| Ś                       | 8  | Marcus Böhme       | 6 pkt  |
| A                       | 14 | Robert Kromm       | 11 pkt |
| Ś                       | 15 | Max Günthör        | 13 pkt |
| Ś                       | 17 | Patrick Steuerwald | 2 pkt  |
| A                       | 18 | Georg Grozer       | 20 pkt |
| Zmiany:                 |    |                    |        |
| P                       | 5  | Björn Andrae       |        |
| P                       | 6  | Denis Kaliberda    |        |
| Ś                       | 7  | Lukas Bauer        |        |
| A                       | 10 | Jochen Schöps      |        |
| R                       | 11 | Manuel Rieke       |        |
| Trener:                 |    |                    |        |
| Raúl Lozano (Argentyna) |    |                    |        |

- I sędzia: S. Santi (Włochy)
- II sędzia: J. Velez Mercado (Portoryko)
- Czas trwania meczu: 80 minut

| Argentyna | Statystyki        | Niemcy |
| 0         | SETY              | 3      |
| 62        | MAŁE PUNKTY       | 75     |
| 38        | ATAK              | 39     |
| 6         | BLOK              | 11     |
| 1         | SERWIS            | 6      |
| 17        | BŁĘDY PRZECIWNIKA | 19     |

### Kuba – Polska
Sobota, 19 czerwca 2010

20:50 (UTC-4) – Ciudad Deportiva, Hawana – Widzów: 12 000
| Kuba                                                        | 0:3 (25:27, 23:25, 12:25) | Polska               |
| Joandry Leal Hidalgo 10 pkt Fernando Hernandez Ramos 10 pkt | raport                    | Bartosz Kurek 11 pkt |

|                           |    |                         |        |
|                           |    |                         |        |
| P                         | 1  | Wilfredo León Venero    | 4 pkt  |
| L                         | 3  | Gustavo Alvarez Leyva   |        |
| P                         | 4  | Joandry Leal            | 10 pkt |
| Ś                         | 7  | Osmany Camejo           | 5 pkt  |
| Ś                         | 13 | Roberlandy Simón Aties  | 8 pkt  |
| R                         | 18 | Joandry Díaz            | 1 pkt  |
| A                         | 19 | Hernandez Ramos         | 10 pkt |
| Zmiany:                   |    |                         |        |
| P                         | 8  | Rolando Cepeda Abreu    |        |
| A                         | 11 | Gonzalez Raydel Delgado |        |
| P                         | 12 | Henry Bell Cisnero      |        |
| R                         | 14 | Raydel Aguirre          |        |
| Ś                         | 16 | Isbel Mesa Sandobal     | 2 pkt  |
| Trener:                   |    |                         |        |
| Orlando Samuels Blackwood |    |                         |        |

| Wyjściowe ustawienia drużyn w 1. secie                                                                       |
| --- |
| \| Łomacz Winiarski Czarnowski Gruszka Kurek Możdżonek Gacek Carmenate Leal Simón Ramos León Camejo Leyva \| |
| |
| Łomacz Winiarski Czarnowski Gruszka Kurek Możdżonek Gacek Carmenate Leal Simón Ramos León Camejo Leyva       |

| Łomacz Winiarski Czarnowski Gruszka Kurek Możdżonek Gacek Carmenate Leal Simón Ramos León Camejo Leyva |

| Wyjściowe ustawienia drużyn w 2. secie                                                                       |
| --- |
| \| Łomacz Winiarski Czarnowski Gruszka Kurek Możdżonek Gacek Carmenate Leal Simón Ramos León Camejo Leyva \| |
| |
| Łomacz Winiarski Czarnowski Gruszka Kurek Możdżonek Gacek Carmenate Leal Simón Ramos León Camejo Leyva       |

| Łomacz Winiarski Czarnowski Gruszka Kurek Możdżonek Gacek Carmenate Leal Simón Ramos León Camejo Leyva |

| Wyjściowe ustawienia drużyn w 3. secie                                                                       |
| --- |
| \| Łomacz Winiarski Czarnowski Gruszka Kurek Możdżonek Gacek Carmenate Leal Simón Ramos León Camejo Leyva \| |
| |
| Łomacz Winiarski Czarnowski Gruszka Kurek Możdżonek Gacek Carmenate Leal Simón Ramos León Camejo Leyva       |

| Łomacz Winiarski Czarnowski Gruszka Kurek Możdżonek Gacek Carmenate Leal Simón Ramos León Camejo Leyva |

|                               |    |                   |        |
|                               |    |                   |        |
| P                             | 2  | Michał Winiarski  | 10 pkt |
| A                             | 3  | Piotr Gruszka     | 9 pkt  |
| P                             | 6  | Bartosz Kurek     | 11 pkt |
| L                             | 15 | Piotr Gacek       |        |
| Ś                             | 16 | Patryk Czarnowski | 8 pkt  |
| Ś                             | 18 | Marcin Możdżonek  | 10 pkt |
| R                             | 19 | Grzegorz Łomacz   | 4 pkt  |
| Zmiany:                       |    |                   |        |
| A                             | 7  | Jakub Jarosz      |        |
| Ś                             | 8  | Karol Kłos        |        |
| P                             | 9  | Zbigniew Bartman  | 1 pkt  |
| R                             | 11 | Łukasz Żygadło    |        |
| P                             | 14 | Michał Ruciak     |        |
| Trener:                       |    |                   |        |
| Daniel Castellani (Argentyna) |    |                   |        |

- I sędzia: F. Pasquali (Włochy)
- II sędzia: C. Cimino (Brazylia)
- Czas trwania meczu: 79 minut

| Kuba | Statystyki        | Polska |
| 0    | SETY              | 3      |
| 60   | MAŁE PUNKTY       | 77     |
| 35   | ATAK              | 37     |
| 3    | BLOK              | 13     |
| 2    | SERWIS            | 3      |
| 20   | BŁĘDY PRZECIWNIKA | 24     |

### Argentyna – Niemcy
Sobota, 19 czerwca 2010

21:20 (UTC-3) – Polideportivo Capital, Catamarca – Widzów: 6 000
| Argentyna               | ' 1:3 (32:34, 18:25, 25:18, 28:30) | Niemcy              |
| Guillermo Garcia 14 pkt | raport                             | Georg Grozer 24 pkt |

|                          |    |                     |        |
|                          |    |                     |        |
| Ś                        | 1  | Gabriel Aroyo       | 10 pkt |
| P                        | 14 | Guillermo Garcia    | 14 pkt |
| R                        | 15 | Luciano De Cecco    | 4 pkt  |
| L                        | 16 | Alexis Gonzalez     |        |
| Zmiany:                  |    |                     |        |
| Ś                        | 3  | Martin Costa Blanco | 2 pkt  |
| P                        | 4  | Lucas Ocampo        | 3 pkt  |
| R                        | 5  | Nicolás Uriarte     |        |
| P                        | 9  | Rodrigo Quiroga     | 3 pkt  |
| Ś                        | 10 | Alejandro Spajic    | 8 pkt  |
| A                        | 12 | Federico Pereyra    | 13 pkt |
| Trener:                  |    |                     |        |
| Javier Weber (Argentyna) |    |                     |        |

| Wyjściowe ustawienia drużyn w 1. secie |
| -------------------------------------- |
| \| \|                                  |
|                                        |
|                                        |

|  |

| Wyjściowe ustawienia drużyn w 2. secie |
| -------------------------------------- |
| \| \|                                  |
|                                        |
|                                        |

|  |

| Wyjściowe ustawienia drużyn w 3. secie |
| -------------------------------------- |
| \| \|                                  |
|                                        |
|                                        |

|  |

| Wyjściowe ustawienia drużyn w 4. secie |
| -------------------------------------- |
| \| \|                                  |
|                                        |
|                                        |

|  |

|                         |    |                    |        |
|                         |    |                    |        |
| P                       | 5  | Björn Andrae       | 17 pkt |
| A                       | 14 | Robert Kromm       | 17 pkt |
| Ś                       | 15 | Max Günthör        | 10 pkt |
| Ś                       | 17 | Patrick Steuerwald | 2 pkt  |
| A                       | 18 | Georg Grozer       | 24 pkt |
| Zmiany:                 |    |                    |        |
| P                       | 3  | Sebastian Schwarz  | 2 pkt  |
| P                       | 6  | Denis Kaliberda    | 2 pkt  |
| Ś                       | 7  | Lukas Bauer        | 2 pkt  |
| Ś                       | 8  | Marcus Böhme       | 5 pkt  |
| A                       | 10 | Jochen Schöps      | 1 pkt  |
| R                       | 11 | Manuel Rieke       |        |
| Trener:                 |    |                    |        |
| Raúl Lozano (Argentyna) |    |                    |        |

- I sędzia: J. Velez Mercado (Portoryko)
- II sędzia: S. Santi (Włochy)
- Czas trwania meczu: 116 minut

| Argentyna | Statystyki        | Niemcy |
| 1         | SETY              | 3      |
| 103       | MAŁE PUNKTY       | 107    |
| 59        | ATAK              | 67     |
| 9         | BLOK              | 9      |
| 3         | SERWIS            | 6      |
| 32        | BŁĘDY PRZECIWNIKA | 26     |

## Spotkania 4. kolejki

### Niemcy – Kuba
Piątek, 25 czerwca 2010

20:00 (UTC+2) – Arena Trier, Triier – Widzów:?
| Niemcy | -:- () | Kuba |
|        | raport |      |

|                         |  |  |  |
|                         |  |  |  |
| Trener:                 |  |  |  |
| Raúl Lozano (Argentyna) |  |  |  |

| Wyjściowe ustawienia drużyn w 1. secie |
| -------------------------------------- |
| \| \|                                  |
|                                        |
|                                        |

|  |

| Wyjściowe ustawienia drużyn w 2. secie |
| -------------------------------------- |
| \| \|                                  |
|                                        |
|                                        |

|  |

| Wyjściowe ustawienia drużyn w 3. secie |
| -------------------------------------- |
| \| \|                                  |
|                                        |
|                                        |

|  |

|                                  |  |  |  |
|                                  |  |  |  |
| Zmiany:                          |  |  |  |
| Trener:                          |  |  |  |
| Orlando Samuels Blackwood (Kuba) |  |  |  |

- I sędzia:?
- II sędzia:?
- Czas trwania meczu:?

| Niemcy | Statystyki        | Kuba |
|        | SETY              |      |
|        | MAŁE PUNKTY       |      |
|        | ATAK              |      |
|        | BLOK              |      |
|        | SERWIS            |      |
|        | BŁĘDY PRZECIWNIKA |      |

Sobota, 26 czerwca 2010

14:00 (UTC+2) – Arena Trier, Triier – Widzów: 2200
| Niemcy              | 1:3 (21:25, 24:26, 25:17, 22:25) | Kuba                  |
| Georg Grozer 17 pkt | raport                           | Rolando Cepeda 18 pkt |

|                         |    |                    |        |
|                         |    |                    |        |
| P                       | 5  | Björn Andrae       | 2 pkt  |
| Ś                       | 7  | Lukáš Bauer        | 6 pkt  |
| L                       | 12 | Ferdinand Tille    |        |
| P                       | 14 | Robert Kromm       | 6 pkt  |
| Ś                       | 15 | Max Günthör        | 9 pkt  |
| R                       | 17 | Patrick Steuerwald |        |
| A                       | 18 | Georg Grozer       | 17 pkt |
| Zmiany:                 |    |                    |        |
| P                       | 3  | Sebastian Schwarz  | 7 pkt  |
| P                       | 6  | Denis Kaliberda    | 8 pkt  |
| A                       | 10 | Jochen Schöps      | 5 pkt  |
| R                       | 11 | Manuel Rieke       |        |
| A                       | 13 | Christian Dünnes   | 3 pkt  |
| Trener:                 |    |                    |        |
| Raúl Lozano (Argentyna) |    |                    |        |

| Wyjściowe ustawienia drużyn w 1. secie                                                                   |
| --- |
| \| Bauer Grozer Kromm Günthör Steuerwald Andrae Tille Camejo Cepeda Leal Simón Hierrezuelo León Leyva \| |
| |
| Bauer Grozer Kromm Günthör Steuerwald Andrae Tille Camejo Cepeda Leal Simón Hierrezuelo León Leyva       |

| Bauer Grozer Kromm Günthör Steuerwald Andrae Tille Camejo Cepeda Leal Simón Hierrezuelo León Leyva |

| Wyjściowe ustawienia drużyn w 2. secie                                                                   |
| --- |
| \| Andrae Bauer Grozer Kromm Günthör Steuerwald Tille Camejo Cepeda Leal Simón Hierrezuelo León Leyva \| |
| |
| Andrae Bauer Grozer Kromm Günthör Steuerwald Tille Camejo Cepeda Leal Simón Hierrezuelo León Leyva       |

| Andrae Bauer Grozer Kromm Günthör Steuerwald Tille Camejo Cepeda Leal Simón Hierrezuelo León Leyva |

| Wyjściowe ustawienia drużyn w 3. secie                                                                        |
| --- |
| \| Bauer Grozer Kaliberda Günthör Steuerwald Schwarz Tille Camejo Cepeda Leal Simón Hierrezuelo León Leyva \| |
| |
| Bauer Grozer Kaliberda Günthör Steuerwald Schwarz Tille Camejo Cepeda Leal Simón Hierrezuelo León Leyva       |

| Bauer Grozer Kaliberda Günthör Steuerwald Schwarz Tille Camejo Cepeda Leal Simón Hierrezuelo León Leyva |

| Wyjściowe ustawienia drużyn w 4. secie                                                                        |
| --- |
| \| Bauer Grozer Kaliberda Günthör Steuerwald Schwarz Tille Camejo Cepeda Leal Simón Hierrezuelo León Leyva \| |
| |
| Bauer Grozer Kaliberda Günthör Steuerwald Schwarz Tille Camejo Cepeda Leal Simón Hierrezuelo León Leyva       |

| Bauer Grozer Kaliberda Günthör Steuerwald Schwarz Tille Camejo Cepeda Leal Simón Hierrezuelo León Leyva |

|                                  |    |                       |        |
|                                  |    |                       |        |
| P                                | 1  | Wilfredo León         | 17 pkt |
| L                                | 3  | Gustavo Alvarez Leyva |        |
| P                                | 4  | Joandry Leal          | 13 pkt |
| Ś                                | 7  | Osmany Camejo         | 10 pkt |
| A                                | 8  | Rolando Cepeda        | 18 pkt |
| Ś                                | 13 | Roberlandy Simón      | 8 pkt  |
| R                                | 14 | Raydel Hierrezuelo    | 4 pkt  |
| Zmiany:                          |    |                       |        |
| L                                | 6  | Gutierrez Torres      |        |
| P                                | 12 | Henry Bell Cisnero    |        |
| Ś                                | 16 | Isbel Mesa Sandobal   |        |
| R                                | 18 | Joandry Díaz          |        |
| A                                | 19 | Hernandez Ramos       |        |
| Trener:                          |    |                       |        |
| Orlando Samuels Blackwood (Kuba) |    |                       |        |

- I sędzia: A. Tano (Japonia)
- II sędzia: P. Salvatore (USA)
- Czas trwania meczu: 113 min

| Niemcy | Statystyki        | Kuba |
| 1      | SETY              | 3    |
| 92     | MAŁE PUNKTY       | 93   |
| 46     | ATAK              | 62   |
| 13     | BLOK              | 10   |
| 4      | SERWIS            | 2    |
| 29     | BŁĘDY PRZECIWNIKA | 19   |

### Polska – Argentyna
Sobota, 26 czerwca 2010

15:15 (UTC+2) – Hala Stulecia, Wrocław – Widzów: 5 184
| Polska              | 3:1 (25:19, 26:28, 27:25, 25:22) | Argentyna                                    |
| Jakub Jarosz 20 pkt | raport                           | Gabriel Arroyo 15 pkt Rodrigo Quiroga 15 pkt |

|                               |    |                   |        |
|                               |    |                   |        |
| P                             | 6  | Bartosz Kurek     | 19 pkt |
| A                             | 7  | Jakub Jarosz      | 20 pkt |
| Ś                             | 8  | Karol Kłos        | 5 pkt  |
| P                             | 14 | Michał Ruciak     | 11 pkt |
| L                             | 15 | Piotr Gacek       |        |
| Ś                             | 16 | Patryk Czarnowski | 13 pkt |
| R                             | 19 | Grzegorz Łomacz   |        |
| Zmiany:                       |    |                   |        |
| Ś                             | 4  | Daniel Pliński    | 2 pkt  |
| R                             | 5  | Paweł Zagumny     |        |
| P                             | 9  | Zbigniew Bartman  |        |
| A                             | 10 | Mariusz Wlazły    | 3 pkt  |
| P                             | 17 | Michał Bąkiewicz  |        |
| Trener:                       |    |                   |        |
| Daniel Castellani (Argentyna) |    |                   |        |

| Wyjściowe ustawienia drużyn w 1. secie                                                                              |
| --- |
| \| Ruciak Kłos Jarosz Kurek Czarnowski Łomacz Gacek Uriarte Quiroga Arroyo Pereyra Filardi Blanco C. Gonzalez A. \| |
| |
| Ruciak Kłos Jarosz Kurek Czarnowski Łomacz Gacek Uriarte Quiroga Arroyo Pereyra Filardi Blanco C. Gonzalez A.       |

| Ruciak Kłos Jarosz Kurek Czarnowski Łomacz Gacek Uriarte Quiroga Arroyo Pereyra Filardi Blanco C. Gonzalez A. |

| Wyjściowe ustawienia drużyn w 2. secie                                                                              |
| --- |
| \| Ruciak Kłos Jarosz Kurek Czarnowski Łomacz Gacek Uriarte Quiroga Arroyo Pereyra Filardi Blanco C. Gonzalez A. \| |
| |
| Ruciak Kłos Jarosz Kurek Czarnowski Łomacz Gacek Uriarte Quiroga Arroyo Pereyra Filardi Blanco C. Gonzalez A.       |

| Ruciak Kłos Jarosz Kurek Czarnowski Łomacz Gacek Uriarte Quiroga Arroyo Pereyra Filardi Blanco C. Gonzalez A. |

| Wyjściowe ustawienia drużyn w 3. secie                                                                             |
| --- |
| \| Łomacz Ruciak Kłos Jarosz Kurek Czarnowski Gacek Blanco C. Uriarte Quiroga Arroyo Chavez Filardi Gonzalez A. \| |
| |
| Łomacz Ruciak Kłos Jarosz Kurek Czarnowski Gacek Blanco C. Uriarte Quiroga Arroyo Chavez Filardi Gonzalez A.       |

| Łomacz Ruciak Kłos Jarosz Kurek Czarnowski Gacek Blanco C. Uriarte Quiroga Arroyo Chavez Filardi Gonzalez A. |

| Wyjściowe ustawienia drużyn w 4. secie                                                                                |
| --- |
| \| Łomacz Ruciak Pliński Jarosz Kurek Czarnowski Gacek Uriarte Quiroga Arroyo Chavez Filardi Blanco C. Gonzalez A. \| |
| |
| Łomacz Ruciak Pliński Jarosz Kurek Czarnowski Gacek Uriarte Quiroga Arroyo Chavez Filardi Blanco C. Gonzalez A.       |

| Łomacz Ruciak Pliński Jarosz Kurek Czarnowski Gacek Uriarte Quiroga Arroyo Chavez Filardi Blanco C. Gonzalez A. |

|                          |    |                     |        |
|                          |    |                     |        |
| Ś                        | 1  | Gabriel Arroyo      | 15 pkt |
| P                        | 2  | Javier Filardi      | 3 pkt  |
| Ś                        | 3  | Martín Blanco Costa | 8 pkt  |
| R                        | 5  | Nicolás Uriarte     | 1 pkt  |
| P                        | 9  | Rodrigo Quiroga     | 15 pkt |
| A                        | 12 | Federico Pereyra    | 6 pkt  |
| L                        | 16 | Alexis Gonzalez     |        |
| Zmiany:                  |    |                     |        |
| R                        | 8  | Demian Gonzalez     |        |
| Ś                        | 11 | Sebastian Solé      |        |
| P                        | 13 | Cristian Poglajen   |        |
| A                        | 18 | Lucas Chavez        | 13 pkt |
| P                        | 19 | Gaston Giani        | 1 pkt  |
| Trener:                  |    |                     |        |
| Javier Weber (Argentyna) |    |                     |        |

- I sędzia: D. Cuk (Serbia)
- II sędzia: P. Sowapark (Tajlandia)
- Czas trwania meczu: 133 min

| Polska | Statystyki        | Argentyna |
| 3      | SETY              | 1         |
| 103    | MAŁE PUNKTY       | 94        |
| 60     | ATAK              | 56        |
| 6      | BLOK              | 4         |
| 7      | SERWIS            | 2         |
| 30     | BŁĘDY PRZECIWNIKA | 32        |

Niedziela, 27 czerwca 2010

18:00 (UTC+2) – Hala Stulecia, Wrocław – Widzów: 5 500
| Polska               | 3:1 (22:25, 25:17, 25:20, 25:21) | Argentyna              |
| Bartosz Kurek 19 pkt | raport                           | Rodrigo Quiroga 16 pkt |

|                               |    |                   |        |
|                               |    |                   |        |
| Ś                             | 4  | Daniel Pliński    | 12 pkt |
| R                             | 5  | Paweł Zagumny     | 3 pkt  |
| P                             | 6  | Bartosz Kurek     | 19 pkt |
| A                             | 7  | Jakub Jarosz      | 13 pkt |
| L                             | 15 | Piotr Gacek       |        |
| Ś                             | 16 | Patryk Czarnowski | 7 pkt  |
| P                             | 17 | Michał Bąkiewicz  | 4 pkt  |
| Zmiany:                       |    |                   |        |
| Ś                             | 8  | Karol Kłos        |        |
| P                             | 9  | Zbigniew Bartman  |        |
| A                             | 10 | Mariusz Wlazły    | 4 pkt  |
| P                             | 14 | Michał Ruciak     | 6 pkt  |
| R                             | 19 | Grzegorz Łomacz   |        |
| Trener:                       |    |                   |        |
| Daniel Castellani (Argentyna) |    |                   |        |

| Wyjściowe ustawienia drużyn w 1. secie                                                                               |
| --- |
| \| Zagumny Bąkiewicz Pliński Jarosz Kurek Czarnowski Gacek Quiroga Arroyo Pereyra Filardi Blanco C. Uriarte Meana \| |
| |
| Zagumny Bąkiewicz Pliński Jarosz Kurek Czarnowski Gacek Quiroga Arroyo Pereyra Filardi Blanco C. Uriarte Meana       |

| Zagumny Bąkiewicz Pliński Jarosz Kurek Czarnowski Gacek Quiroga Arroyo Pereyra Filardi Blanco C. Uriarte Meana |

| Wyjściowe ustawienia drużyn w 2. secie                                                                               |
| --- |
| \| Zagumny Bąkiewicz Pliński Jarosz Kurek Czarnowski Gacek Quiroga Arroyo Pereyra Filardi Blanco C. Uriarte Meana \| |
| |
| Zagumny Bąkiewicz Pliński Jarosz Kurek Czarnowski Gacek Quiroga Arroyo Pereyra Filardi Blanco C. Uriarte Meana       |

| Zagumny Bąkiewicz Pliński Jarosz Kurek Czarnowski Gacek Quiroga Arroyo Pereyra Filardi Blanco C. Uriarte Meana |

| Wyjściowe ustawienia drużyn w 3. secie                                                                               |
| --- |
| \| Zagumny Bąkiewicz Pliński Jarosz Kurek Czarnowski Gacek Quiroga Arroyo Pereyra Filardi Blanco C. Uriarte Meana \| |
| |
| Zagumny Bąkiewicz Pliński Jarosz Kurek Czarnowski Gacek Quiroga Arroyo Pereyra Filardi Blanco C. Uriarte Meana       |

| Zagumny Bąkiewicz Pliński Jarosz Kurek Czarnowski Gacek Quiroga Arroyo Pereyra Filardi Blanco C. Uriarte Meana |

| Wyjściowe ustawienia drużyn w 4. secie                                                                         |
| --- |
| \| Zagumny Ruciak Pliński Jarosz Kurek Czarnowski Gacek Uriarte Giani Arroyo Chavez Quiroga Blanco C. Meana \| |
| |
| Zagumny Ruciak Pliński Jarosz Kurek Czarnowski Gacek Uriarte Giani Arroyo Chavez Quiroga Blanco C. Meana       |

| Zagumny Ruciak Pliński Jarosz Kurek Czarnowski Gacek Uriarte Giani Arroyo Chavez Quiroga Blanco C. Meana |

|                          |    |                     |        |
|                          |    |                     |        |
| Ś                        | 1  | Gabriel Arroyo      | 8 pkt  |
| P                        | 2  | Javier Filardi      | 5 pkt  |
| Ś                        | 3  | Martín Blanco Costa | 9 pkt  |
| R                        | 5  | Nicolás Uriarte     | 1 pkt  |
| P                        | 9  | Rodrigo Quiroga     | 16 pkt |
| A                        | 12 | Federico Pereyra    | 5 pkt  |
| L                        | 17 | Pablo Meana         |        |
| Zmiany:                  |    |                     |        |
| R                        | 8  | Demian Gonzalez     |        |
| Ś                        | 11 | Sebastian Solé      |        |
| P                        | 13 | Cristian Poglajen   |        |
| A                        | 18 | Lucas Chavez        | 10 pkt |
| P                        | 19 | Gaston Giani        | 4 pkt  |
| Trener:                  |    |                     |        |
| Javier Weber (Argentyna) |    |                     |        |

- I sędzia: P. Sowapark (Tajlandia)
- II sędzia: D. Cuk (Serbia)
- Czas trwania meczu: 119 min

| Polska | Statystyki        | Argentyna |
| 3      | SETY              | 1         |
| 97     | MAŁE PUNKTY       | 83        |
| 45     | ATAK              | 52        |
| 17     | BLOK              | 6         |
| 6      | SERWIS            | 0         |
| 29     | BŁĘDY PRZECIWNIKA | 25        |

## Spotkania 5. kolejki

### Niemcy – Argentyna
Środa, 30 czerwca 2010

19:30 (UTC+2) – Max-Schmeling-Halle, Berlin – Widzów: 3 900
| Niemcy              | 3:1 (25:18, 17:25, 25:15, 25:17) | Argentyna              |
| Robert Kromm 17 pkt | raport                           | Rodrigo Quiroga 13 pkt |

|                         |    |                    |        |
|                         |    |                    |        |
| P                       | 6  | Denis Kaliberda    | 2 pkt  |
| Ś                       | 8  | Marcus Böhme       | 8 pkt  |
| L                       | 12 | Ferdinand Tille    |        |
| P                       | 14 | Robert Kromm       | 17 pkt |
| Ś                       | 15 | Max Günthör        | 6 pkt  |
| R                       | 17 | Patrick Steuerwald | 2 pkt  |
| A                       | 18 | Georg Grozer       | 15 pkt |
| Zmiany:                 |    |                    |        |
| P                       | 3  | Sebastian Schwarz  | 7 pkt  |
| Ś                       | 7  | Lukáš Bauer        | 1 pkt  |
| A                       | 10 | Jochen Schöps      | 2 pkt  |
| R                       | 11 | Manuel Rieke       |        |
| P                       | 13 | Christian Dünnes   |        |
| Trener:                 |    |                    |        |
| Raúl Lozano (Argentyna) |    |                    |        |

| Wyjściowe ustawienia drużyn w 1. secie                                                                             |
| --- |
| \| Kaliberda Günthör Grozer Kromm Böhme Steuerwald Tille Uriarte Quiroga Arroyo Pereyra Filardi Blanco C. Meana \| |
| |
| Kaliberda Günthör Grozer Kromm Böhme Steuerwald Tille Uriarte Quiroga Arroyo Pereyra Filardi Blanco C. Meana       |

| Kaliberda Günthör Grozer Kromm Böhme Steuerwald Tille Uriarte Quiroga Arroyo Pereyra Filardi Blanco C. Meana |

| Wyjściowe ustawienia drużyn w 2. secie                                                                                 |
| --- |
| \| Kaliberda Günthör Grozer Kromm Böhme Steuerwald Tille Gonzalez D. Quiroga Arroyo Pereyra Filardi Blanco C. Meana \| |
| |
| Kaliberda Günthör Grozer Kromm Böhme Steuerwald Tille Gonzalez D. Quiroga Arroyo Pereyra Filardi Blanco C. Meana       |

| Kaliberda Günthör Grozer Kromm Böhme Steuerwald Tille Gonzalez D. Quiroga Arroyo Pereyra Filardi Blanco C. Meana |

| Wyjściowe ustawienia drużyn w 3. secie                                                                              |
| --- |
| \| Schwarz Böhme Grozer Kromm Günthör Steuerwald Tille Gonzalez D. Quiroga Arroyo Chavez Filardi Blanco C. Meana \| |
| |
| Schwarz Böhme Grozer Kromm Günthör Steuerwald Tille Gonzalez D. Quiroga Arroyo Chavez Filardi Blanco C. Meana       |

| Schwarz Böhme Grozer Kromm Günthör Steuerwald Tille Gonzalez D. Quiroga Arroyo Chavez Filardi Blanco C. Meana |

| Wyjściowe ustawienia drużyn w 4. secie                                                                             |
| --- |
| \| Schwarz Böhme Grozer Kromm Günthör Steuerwald Tille Gonzalez D. Quiroga Blanco C. Pereyra Filardi Solé Meana \| |
| |
| Schwarz Böhme Grozer Kromm Günthör Steuerwald Tille Gonzalez D. Quiroga Blanco C. Pereyra Filardi Solé Meana       |

| Schwarz Böhme Grozer Kromm Günthör Steuerwald Tille Gonzalez D. Quiroga Blanco C. Pereyra Filardi Solé Meana |

|                          |    |                     |        |
|                          |    |                     |        |
| Ś                        | 1  | Gabriel Arroyo      | 4 pkt  |
| P                        | 2  | Javier Filardi      | 7 pkt  |
| Ś                        | 3  | Martín Blanco Costa | 6 pkt  |
| R                        | 5  | Nicolás Uriarte     | 1 pkt  |
| P                        | 9  | Rodrigo Quiroga     | 13 pkt |
| A                        | 12 | Federico Pereyra    | 7 pkt  |
| L                        | 17 | Pablo Meana         |        |
| Zmiany:                  |    |                     |        |
| R                        | 8  | Demian Gonzalez     | 4 pkt  |
| Ś                        | 11 | Sebastian Solé      | 1 pkt  |
| P                        | 13 | Cristian Poglajen   |        |
| A                        | 18 | Lucas Chavez        | 4 pkt  |
| P                        | 19 | Gaston Giani        |        |
| Trener:                  |    |                     |        |
| Javier Weber (Argentyna) |    |                     |        |

- I sędzia: K. Kim (Korea)
- II sędzia: N. Shaaban (Egipt)
- Czas trwania meczu: 110 min

| Niemcy | Statystyki        | Argentyna |
| 3      | SETY              | 1         |
| 92     | MAŁE PUNKTY       | 75        |
| 48     | ATAK              | 40        |
| 9      | BLOK              | 6         |
| 3      | SERWIS            | 1         |
| 32     | BŁĘDY PRZECIWNIKA | 28        |

Czwartek, 1 lipca 2010

19:30 (UTC+2) – Max-Schmeling-Halle, Berlin – Widzów: 3 150
| Niemcy              | 3:1 (25:19, 23:25, 25:21, 25:19) | Argentyna               |
| Georg Grozer 21 pkt | raport                           | Federico Pereyra 19 pkt |

|                         |    |                    |        |
|                         |    |                    |        |
| L                       | 1  | Sebastian Prüsener |        |
| P                       | 6  | Denis Kaliberda    | 4 pkt  |
| Ś                       | 8  | Marcus Böhme       | 9 pkt  |
| P                       | 14 | Robert Kromm       | 19 pkt |
| Ś                       | 15 | Max Günthör        | 11 pkt |
| R                       | 17 | Patrick Steuerwald | 3 pkt  |
| A                       | 18 | Georg Grozer       | 21 pt  |
| Zmiany:                 |    |                    |        |
| P                       | 5  | Björn Andrae       | 5 pkt  |
| Ś                       | 7  | Lukas Bauer        |        |
| A                       | 10 | Jochen Schöps      | 3 pkt  |
| R                       | 11 | Manuel Rieke       |        |
| P                       | 13 | Christian Dünnes   |        |
| Trener:                 |    |                    |        |
| Raúl Lozano (Argentyna) |    |                    |        |

| Wyjściowe ustawienia drużyn w 1. secie                                                                                  |
| --- |
| \| Kaliberda Günthör Grozer Kromm Böhme Steuerwald Prüsener Blanco C. Uriarte Giani Solé Pereyra Quiroga Gonzalez A. \| |
| |
| Kaliberda Günthör Grozer Kromm Böhme Steuerwald Prüsener Blanco C. Uriarte Giani Solé Pereyra Quiroga Gonzalez A.       |

| Kaliberda Günthör Grozer Kromm Böhme Steuerwald Prüsener Blanco C. Uriarte Giani Solé Pereyra Quiroga Gonzalez A. |

| Wyjściowe ustawienia drużyn w 2. secie                                                                                  |
| --- |
| \| Böhme Steuerwald Kaliberda Günthör Grozer Kromm Prüsener Blanco C. Uriarte Giani Solé Pereyra Quiroga Gonzalez A. \| |
| |
| Böhme Steuerwald Kaliberda Günthör Grozer Kromm Prüsener Blanco C. Uriarte Giani Solé Pereyra Quiroga Gonzalez A.       |

| Böhme Steuerwald Kaliberda Günthör Grozer Kromm Prüsener Blanco C. Uriarte Giani Solé Pereyra Quiroga Gonzalez A. |

| Wyjściowe ustawienia drużyn w 3. secie                                                                               |
| --- |
| \| Kaliberda Günthör Grozer Kromm Böhme Steuerwald Prüsener Solé Uriarte Giani Arroyo Pereyra Quiroga Gonzalez A. \| |
| |
| Kaliberda Günthör Grozer Kromm Böhme Steuerwald Prüsener Solé Uriarte Giani Arroyo Pereyra Quiroga Gonzalez A.       |

| Kaliberda Günthör Grozer Kromm Böhme Steuerwald Prüsener Solé Uriarte Giani Arroyo Pereyra Quiroga Gonzalez A. |

| Wyjściowe ustawienia drużyn w 4. secie                                                                            |
| --- |
| \| Grozer Kromm Böhme Steuerwald Andrae Günthör Prüsener Uriarte Giani Arroyo Pereyra Filardi Solé Gonzalez A. \| |
| |
| Grozer Kromm Böhme Steuerwald Andrae Günthör Prüsener Uriarte Giani Arroyo Pereyra Filardi Solé Gonzalez A.       |

| Grozer Kromm Böhme Steuerwald Andrae Günthör Prüsener Uriarte Giani Arroyo Pereyra Filardi Solé Gonzalez A. |

|                          |    |                       |        |
|                          |    |                       |        |
| Ś                        | 3  | Martín Blanco Costa   | 1 pkt  |
| R                        | 5  | Nicolás Uriarte       | 4 pkt  |
| P                        | 9  | Rodrigo Quiroga       | 11 pkt |
| Ś                        | 11 | Sebastian Solé        | 8 pkt  |
| A                        | 12 | Federico Pereyra      | 19 pkt |
| L                        | 17 | Alexis Ruben Gonzalez |        |
| P                        | 19 | Gaston Giani          | 11 pkt |
| Zmiany:                  |    |                       |        |
| Ś                        | 1  | Gabriel Arroyo        | 3 pkt  |
| P                        | 2  | Javier Filardi        | 1 pkt  |
| R                        | 8  | Demian Gonzalez       |        |
| P                        | 13 | Cristian Poglajen     |        |
| A                        | 18 | Lucas Chavez          |        |
| Trener:                  |    |                       |        |
| Javier Weber (Argentyna) |    |                       |        |

- I sędzia: N. Shaaban (Egipt)
- II sędzia: K. Kim (Korea)
- Czas trwania meczu: 115 min

| Niemcy | Statystyki        | Argentyna |
| 3      | SETY              | 1         |
| 98     | MAŁE PUNKTY       | 84        |
| 59     | ATAK              | 48        |
| 16     | BLOK              | 5         |
| 0      | SERWIS            | 5         |
| 23     | BŁĘDY PRZECIWNIKA | 26        |

### Polska – Kuba
Sobota, 3 lipca 2010

14:10 (UTC+2) – Atlas Arena, Łódź – Widzów: 12 693
| Polska               | 0:3 (21:25, 22:25, 24:26) | Kuba                  |
| Michał Ruciak 13 pkt | raport                    | Rolando Cepeda 16 pkt |

|                               |    |                   |        |
|                               |    |                   |        |
| A                             | 3  | Piotr Gruszka     | 6 pkt  |
| R                             | 5  | Paweł Zagumny     | 1 pkt  |
| P                             | 6  | Bartosz Kurek     | 6 pkt  |
| P                             | 14 | Michał Ruciak     | 13 pkt |
| L                             | 15 | Piotr Gacek       |        |
| Ś                             | 16 | Patryk Czarnowski | 5 pkt  |
| Ś                             | 18 | Marcin Możdżonek  | 3 pkt  |
| Zmiany:                       |    |                   |        |
| Ś                             | 4  | Daniel Pliński    |        |
| A                             | 7  | Jakub Jarosz      | 4 pkt  |
| P                             | 9  | Zbigniew Bartman  | 5 pkt  |
| P                             | 17 | Michał Bąkiewicz  |        |
| R                             | 19 | Grzegorz Łomacz   |        |
| Trener:                       |    |                   |        |
| Daniel Castellani (Argentyna) |    |                   |        |

| Wyjściowe ustawienia drużyn w 1. secie                                                                            |
| --- |
| \| Możdżonek Gruszka Kurek Czarnowski Zagumny Ruciak Gacek Camejo Cepeda Leal Simón Hierrezuelo León Gutierrez \| |
| |
| Możdżonek Gruszka Kurek Czarnowski Zagumny Ruciak Gacek Camejo Cepeda Leal Simón Hierrezuelo León Gutierrez       |

| Możdżonek Gruszka Kurek Czarnowski Zagumny Ruciak Gacek Camejo Cepeda Leal Simón Hierrezuelo León Gutierrez |

| Wyjściowe ustawienia drużyn w 2. secie                                                                           |
| --- |
| \| Możdżonek Jarosz Kurek Czarnowski Zagumny Ruciak Gacek Camejo Cepeda Leal Simón Hierrezuelo León Gutierrez \| |
| |
| Możdżonek Jarosz Kurek Czarnowski Zagumny Ruciak Gacek Camejo Cepeda Leal Simón Hierrezuelo León Gutierrez       |

| Możdżonek Jarosz Kurek Czarnowski Zagumny Ruciak Gacek Camejo Cepeda Leal Simón Hierrezuelo León Gutierrez |

| Wyjściowe ustawienia drużyn w 3. secie                                                                             |
| --- |
| \| Możdżonek Gruszka Bartman Czarnowski Łomacz Ruciak Gacek Camejo Cepeda Leal Simón Hierrezuelo León Gutierrez \| |
| |
| Możdżonek Gruszka Bartman Czarnowski Łomacz Ruciak Gacek Camejo Cepeda Leal Simón Hierrezuelo León Gutierrez       |

| Możdżonek Gruszka Bartman Czarnowski Łomacz Ruciak Gacek Camejo Cepeda Leal Simón Hierrezuelo León Gutierrez |

|                                  |    |                         |        |
|                                  |    |                         |        |
| P                                | 1  | Wilfredo León           | 9 pkt  |
| P                                | 4  | Joandry Leal            | 6 pkt  |
| L                                | 6  | Keibir Gutierrez Torres |        |
| Ś                                | 7  | Osmany Camejo           | 5 pkt  |
| A                                | 8  | Rolando Cepeda          | 16 pkt |
| Ś                                | 13 | Roberlandy Simón        | 15 pkt |
| R                                | 14 | Raydel Hierrezuelo      | 7 pkt  |
| Zmiany:                          |    |                         |        |
| P                                | 3  | Gustavo Alvarez Leyva   |        |
| P                                | 12 | Henry Bell Cisnero      |        |
| Ś                                | 16 | Isbel Mesa Sandobal     |        |
| R                                | 18 | Joandry Díaz            |        |
| A                                | 19 | Fernando Hernandez      |        |
| Trener:                          |    |                         |        |
| Orlando Samuels Blackwood (Kuba) |    |                         |        |

- I sędzia: F. Loderus (Holandia)
- II sędzia: S. Santi (Włochy)
- Czas trwania meczu: 79 min

| Polska | Statystyki        | Kuba |
| 0      | SETY              | 3    |
| 67     | MAŁE PUNKTY       | 76   |
| 35     | ATAK              | 45   |
| 2      | BLOK              | 10   |
| 6      | SERWIS            | 3    |
| 24     | BŁĘDY PRZECIWNIKA | 18   |

Niedziela, 4 lipca 2010

16:40 (UTC+2) – Atlas Arena, Łódź – Widzów: 12 782
| Polska               | 1:3 (19:25, 22:25, 25:22, 16:25) | Kuba                  |
| Piotr Gruszka 14 pkt | raport                           | Rolando Cepeda 16 pkt |

|                               |    |                   |        |
|                               |    |                   |        |
| Ś                             | 4  | Daniel Pliński    | 8 pkt  |
| R                             | 5  | Paweł Zagumny     | 1 pkt  |
| A                             | 7  | Jakub Jarosz      | 6 pkt  |
| P                             | 9  | Zbigniew Bartman  | 10 pkt |
| L                             | 12 | Paweł Zatorski    |        |
| Ś                             | 16 | Patryk Czarnowski |        |
| P                             | 17 | Michał Bąkiewicz  |        |
| Zmiany:                       |    |                   |        |
| A                             | 3  | Piotr Gruszka     | 14 pkt |
| P                             | 6  | Bartosz Kurek     | 4 pkt  |
| P                             | 14 | Michał Ruciak     | 6 pkt  |
| Ś                             | 18 | Marcin Możdżonek  | 5 pkt  |
| R                             | 19 | Grzegorz Łomacz   |        |
| Trener:                       |    |                   |        |
| Daniel Castellani (Argentyna) |    |                   |        |

| Wyjściowe ustawienia drużyn w 1. secie                                                                                 |
| --- |
| \| Pliński Jarosz Bartman Czarnowski Zagumny Bąkiewicz Zatorski Camejo Cepeda Leal Simón Hierrezuelo León Gutierrez \| |
| |
| Pliński Jarosz Bartman Czarnowski Zagumny Bąkiewicz Zatorski Camejo Cepeda Leal Simón Hierrezuelo León Gutierrez       |

| Pliński Jarosz Bartman Czarnowski Zagumny Bąkiewicz Zatorski Camejo Cepeda Leal Simón Hierrezuelo León Gutierrez |

| Wyjściowe ustawienia drużyn w 2. secie                                                                             |
| --- |
| \| Ruciak Możdżonek Jarosz Bartman Pliński Zagumny Zatorski Camejo Cepeda Leal Simón Hierrezuelo León Gutierrez \| |
| |
| Ruciak Możdżonek Jarosz Bartman Pliński Zagumny Zatorski Camejo Cepeda Leal Simón Hierrezuelo León Gutierrez       |

| Ruciak Możdżonek Jarosz Bartman Pliński Zagumny Zatorski Camejo Cepeda Leal Simón Hierrezuelo León Gutierrez |

| Wyjściowe ustawienia drużyn w 3. secie                                                                            |
| --- |
| \| Pliński Gruszka Kurek Możdżonek Zagumny Ruciak Zatorski Camejo Cepeda Leal Simón Hierrezuelo León Gutierrez \| |
| |
| Pliński Gruszka Kurek Możdżonek Zagumny Ruciak Zatorski Camejo Cepeda Leal Simón Hierrezuelo León Gutierrez       |

| Pliński Gruszka Kurek Możdżonek Zagumny Ruciak Zatorski Camejo Cepeda Leal Simón Hierrezuelo León Gutierrez |

| Wyjściowe ustawienia drużyn w 4. secie                                                                              |
| --- |
| \| Ruciak Pliński Gruszka Bartman Możdżonek Zagumny Zatorski Camejo Cepeda Leal Simón Hierrezuelo León Gutierrez \| |
| |
| Ruciak Pliński Gruszka Bartman Możdżonek Zagumny Zatorski Camejo Cepeda Leal Simón Hierrezuelo León Gutierrez       |

| Ruciak Pliński Gruszka Bartman Możdżonek Zagumny Zatorski Camejo Cepeda Leal Simón Hierrezuelo León Gutierrez |

|                                  |    |                         |        |
|                                  |    |                         |        |
| P                                | 1  | Wilfredo León           | 14 pkt |
| P                                | 4  | Joandry Leal            | 11 pkt |
| L                                | 6  | Keibir Gutierrez Torres |        |
| Ś                                | 7  | Osmany Camejo           | 10 pkt |
| A                                | 8  | Rolando Cepeda          | 16 pkt |
| Ś                                | 13 | Roberlandy Simón        | 13 pkt |
| R                                | 14 | Raydel Hierrezuelo      | 7 pkt  |
| Zmiany:                          |    |                         |        |
| P                                | 3  | Gustavo Alvarez Leyva   |        |
| P                                | 12 | Henry Bell Cisnero      |        |
| Ś                                | 16 | Isbel Mesa Sandobal     |        |
| R                                | 18 | Joandry Díaz            |        |
| A                                | 19 | Fernando Hernandez      |        |
| Trener:                          |    |                         |        |
| Orlando Samuels Blackwood (Kuba) |    |                         |        |

- I sędzia: S. Santi (Włochy)
- II sędzia: F. Loderus (Holandia)
- Czas trwania meczu: 121 min

| Polska | Statystyki        | Kuba |
| 1      | SETY              | 3    |
| 82     | MAŁE PUNKTY       | 97   |
| 41     | ATAK              | 57   |
| 10     | BLOK              | 10   |
| 3      | SERWIS            | 4    |
| 28     | BŁĘDY PRZECIWNIKA | 26   |

## Spotkania 6. kolejki

### Polska – Niemcy
Czwartek, 8 lipca 2010

20:10 (UTC+2) – Spodek, Katowice – Widzów: 10 000
| Polska               | 2:3 (21:25, 25:20, 22:25, 25:23, 11:15) | Niemcy              |
| Bartosz Kurek 21 pkt | raport                                  | Georg Grozer 24 pkt |

|                               |    |                   |        |
|                               |    |                   |        |
| Ś                             | 4  | Daniel Pliński    | 9 pkt  |
| R                             | 5  | Paweł Zagumny     | 1 pkt  |
| P                             | 6  | Bartosz Kurek     | 21 pkt |
| A                             | 10 | Mariusz Wlazły    | 12 pkt |
| P                             | 14 | Michał Ruciak     | 1 pkt  |
| L                             | 15 | Piotr Gacek       |        |
| Ś                             | 18 | Marcin Możdżonek  | 16 pkt |
| Zmiany:                       |    |                   |        |
| A                             | 3  | Piotr Gruszka     | 12 pkt |
| P                             | 9  | Zbigniew Bartman  |        |
| Ś                             | 16 | Patryk Czarnowski |        |
| P                             | 17 | Michał Bąkiewicz  | 4 pkt  |
| R                             | 19 | Grzegorz Łomacz   |        |
| Trener:                       |    |                   |        |
| Daniel Castellani (Argentyna) |    |                   |        |

| Wyjściowe ustawienia drużyn w 1. secie                                                                           |
| --- |
| \| Możdżonek Wlazły Kurek Pliński Zagumny Ruciak Gacek Steuerwald Schwarz Günthör Grozer Kromm Böhme Prüsener \| |
| |
| Możdżonek Wlazły Kurek Pliński Zagumny Ruciak Gacek Steuerwald Schwarz Günthör Grozer Kromm Böhme Prüsener       |

| Możdżonek Wlazły Kurek Pliński Zagumny Ruciak Gacek Steuerwald Schwarz Günthör Grozer Kromm Böhme Prüsener |

| Wyjściowe ustawienia drużyn w 2. secie                                                                              |
| --- |
| \| Możdżonek Wlazły Kurek Pliński Zagumny Bąkiewicz Gacek Schwarz Günthör Grozer Kromm Böhme Steuerwald Prüsener \| |
| |
| Możdżonek Wlazły Kurek Pliński Zagumny Bąkiewicz Gacek Schwarz Günthör Grozer Kromm Böhme Steuerwald Prüsener       |

| Możdżonek Wlazły Kurek Pliński Zagumny Bąkiewicz Gacek Schwarz Günthör Grozer Kromm Böhme Steuerwald Prüsener |

| Wyjściowe ustawienia drużyn w 3. secie                                                                             |
| --- |
| \| Bąkiewicz Możdżonek Wlazły Kurek Pliński Zagumny Gacek Andrae Günthör Grozer Kromm Böhme Steuerwald Prüsener \| |
| |
| Bąkiewicz Możdżonek Wlazły Kurek Pliński Zagumny Gacek Andrae Günthör Grozer Kromm Böhme Steuerwald Prüsener       |

| Bąkiewicz Możdżonek Wlazły Kurek Pliński Zagumny Gacek Andrae Günthör Grozer Kromm Böhme Steuerwald Prüsener |

| Wyjściowe ustawienia drużyn w 4. secie                                                                              |
| --- |
| \| Możdżonek Gruszka Kurek Pliński Zagumny Bąkiewicz Gacek Andrae Günthör Grozer Kromm Böhme Steuerwald Prüsener \| |
| |
| Możdżonek Gruszka Kurek Pliński Zagumny Bąkiewicz Gacek Andrae Günthör Grozer Kromm Böhme Steuerwald Prüsener       |

| Możdżonek Gruszka Kurek Pliński Zagumny Bąkiewicz Gacek Andrae Günthör Grozer Kromm Böhme Steuerwald Prüsener |

| Wyjściowe ustawienia drużyn w 5. secie                                                                              |
| --- |
| \| Możdżonek Gruszka Kurek Pliński Zagumny Bąkiewicz Gacek Andrae Günthör Grozer Kromm Böhme Steuerwald Prüsener \| |
| |
| Możdżonek Gruszka Kurek Pliński Zagumny Bąkiewicz Gacek Andrae Günthör Grozer Kromm Böhme Steuerwald Prüsener       |

| Możdżonek Gruszka Kurek Pliński Zagumny Bąkiewicz Gacek Andrae Günthör Grozer Kromm Böhme Steuerwald Prüsener |

|                         |    |                    |        |
|                         |    |                    |        |
| L                       | 1  | Sebastian Prüsener |        |
| P                       | 3  | Sebastian Schwarz  | 7 pkt  |
| Ś                       | 8  | Marcus Böhme       | 10 pkt |
| P                       | 14 | Robert Kromm       | 22 pkt |
| Ś                       | 15 | Max Günthör        | 9 pkt  |
| R                       | 17 | Patrick Steuerwald |        |
| A                       | 18 | Georg Grozer       | 24 pkt |
| Zmiany:                 |    |                    |        |
| P                       | 5  | Björn Andrae       | 7 pkt  |
| P                       | 6  | Denis Kaliberda    |        |
| Ś                       | 7  | Lukáš Bauer        |        |
| A                       | 10 | Jochen Schöps      | 3 pkt  |
| R                       | 11 | Manuel Rieke       |        |
| Trener:                 |    |                    |        |
| Raúl Lozano (Argentyna) |    |                    |        |

- I sędzia: Z. Bjelic (Serbia)
- II sędzia: N. Ermihan (Turcja)
- Czas trwania meczu: 147 min

| Polska | Statystyki        | Niemcy |
| 2      | SETY              | 3      |
| 104    | MAŁE PUNKTY       | 108    |
| 60     | ATAK              | 64     |
| 11     | BLOK              | 13     |
| 5      | SERWIS            | 5      |
| 28     | BŁĘDY PRZECIWNIKA | 26     |

Piątek, 9 lipca 2010

20:10 (UTC+2) – Spodek, Katowice – Widzów: 10 000
| Polska                  | 3:1 (25:27, 26:24, 25:21, 25:18) | Niemcy              |
| Marcin Możdżonek 17 pkt | raport                           | Georg Grozer 14 pkt |

|                               |    |                   |        |
|                               |    |                   |        |
| P                             | 6  | Bartosz Kurek     | 15 pkt |
| A                             | 7  | Jakub Jarosz      | 7 pkt  |
| P                             | 14 | Michał Ruciak     | 2 pkt  |
| L                             | 15 | Piotr Gacek       |        |
| Ś                             | 16 | Patryk Czarnowski | 4 pkt  |
| Ś                             | 18 | Marcin Możdżonek  | 17 pkt |
| R                             | 19 | Grzegorz Łomacz   | 1 pkt  |
| Zmiany:                       |    |                   |        |
| Ś                             | 4  | Daniel Pliński    | 5 pkt  |
| R                             | 5  | Paweł Zagumny     |        |
| P                             | 9  | Zbigniew Bartman  |        |
| A                             | 10 | Mariusz Wlazły    | 13 pkt |
| P                             | 17 | Michał Bąkiewicz  | 4 pkt  |
| Trener:                       |    |                   |        |
| Daniel Castellani (Argentyna) |    |                   |        |

| Wyjściowe ustawienia drużyn w 1. secie                                                                            |
| --- |
| \| Możdżonek Jarosz Kurek Czarnowski Łomacz Ruciak Gacek Andrae Günthör Grozer Kromm Böhme Steuerwald Prüsener \| |
| |
| Możdżonek Jarosz Kurek Czarnowski Łomacz Ruciak Gacek Andrae Günthör Grozer Kromm Böhme Steuerwald Prüsener       |

| Możdżonek Jarosz Kurek Czarnowski Łomacz Ruciak Gacek Andrae Günthör Grozer Kromm Böhme Steuerwald Prüsener |

| Wyjściowe ustawienia drużyn w 2. secie                                                                            |
| --- |
| \| Jarosz Kurek Czarnowski Łomacz Ruciak Możdżonek Gacek Steuerwald Andrae Günthör Grozer Kromm Böhme Prüsener \| |
| |
| Jarosz Kurek Czarnowski Łomacz Ruciak Możdżonek Gacek Steuerwald Andrae Günthör Grozer Kromm Böhme Prüsener       |

| Jarosz Kurek Czarnowski Łomacz Ruciak Możdżonek Gacek Steuerwald Andrae Günthör Grozer Kromm Böhme Prüsener |

| Wyjściowe ustawienia drużyn w 3. secie                                                                             |
| --- |
| \| Pliński Wlazły Kurek Możdżonek Łomacz Bąkiewicz Gacek Günthör Grozer Kromm Böhme Steuerwald Schwarz Prüsener \| |
| |
| Pliński Wlazły Kurek Możdżonek Łomacz Bąkiewicz Gacek Günthör Grozer Kromm Böhme Steuerwald Schwarz Prüsener       |

| Pliński Wlazły Kurek Możdżonek Łomacz Bąkiewicz Gacek Günthör Grozer Kromm Böhme Steuerwald Schwarz Prüsener |

| Wyjściowe ustawienia drużyn w 4. secie |
| -------------------------------------- |
| \| Gacek Prüsener \|                   |
|                                        |
| Gacek Prüsener                         |

| Gacek Prüsener |

|                         |    |                    |        |
|                         |    |                    |        |
| L                       | 1  | Sebastian Prüsener |        |
| P                       | 5  | Björn Andrae       | 3 pkt  |
| Ś                       | 8  | Marcus Böhme       | 11 pkt |
| P                       | 14 | Robert Kromm       | 5 pkt  |
| Ś                       | 15 | Max Günthör        | 11 pkt |
| R                       | 17 | Patrick Steuerwald |        |
| A                       | 18 | Georg Grozer       | 14 pkt |
| Zmiany:                 |    |                    |        |
| P                       | 3  | Sebastian Schwarz  | 4 pkt  |
| P                       | 6  | Denis Kaliberda    | 3 pkt  |
| Ś                       | 7  | Lukáš Bauer        |        |
| A                       | 10 | Jochen Schöps      | 6 pkt  |
| R                       | 11 | Manuel Rieke       |        |
| Trener:                 |    |                    |        |
| Raúl Lozano (Argentyna) |    |                    |        |

- I sędzia: N. Ermihan (Turcja)
- II sędzia: Z. Bjelic (Serbia)
- Czas trwania meczu: 131 min

| Polska | Statystyki        | Niemcy |
| 3      | SETY              | 1      |
| 101    | MAŁE PUNKTY       | 90     |
| 48     | ATAK              | 45     |
| 13     | BLOK              | 10     |
| 7      | SERWIS            | 2      |
| 33     | BŁĘDY PRZECIWNIKA | 33     |

### Argentyna – Kuba
Piątek, 9 lipca 2010

21:20 (UTC-3) – Estadio Cincuentenario, Formosa – Widzów: 5 115
| Argentyna              | 0:3 (16:25, 24:26, 19:25) | Kuba                  |
| Guillermo Garcia 9 pkt | raport                    | Rolando Cepeda 12 pkt |

|                          |    |                     |       |
|                          |    |                     |       |
| Ś                        | 1  | Gabriel Arroyo      | 2 pkt |
| P                        | 4  | Lucas Ocampo        | 3 pkt |
| A                        | 6  | Gustavo Scholtis    | 6 pkt |
| Ś                        | 10 | Alejandro Spajić    | 3 pkt |
| P                        | 14 | Guillermo Garcia    | 9 pkt |
| R                        | 15 | Luciano De Cecco    | 1 pkt |
| L                        | 16 | Alexis Gonzalez     |       |
| Zmiany:                  |    |                     |       |
| Ś                        | 3  | Martín Blanco Costa | 1 pkt |
| R                        | 5  | Nicolás Uriarte     | 1 pkt |
| P                        | 7  | Facundo Conte       |       |
| P                        | 9  | Rodrigo Quiroga     | 4 pkt |
| A                        | 12 | Federico Pereyra    | 4 pkt |
| Trener:                  |    |                     |       |
| Javier Weber (Argentyna) |    |                     |       |

| Wyjściowe ustawienia drużyn w 1. secie                                                                  |
| --- |
| \| De Cecco Garcia Spajic Scholtis Ocampo Arroyo Gonzalez Mesa Cepeda Bell Simón Díaz León Gutierrez \| |
| |
| De Cecco Garcia Spajic Scholtis Ocampo Arroyo Gonzalez Mesa Cepeda Bell Simón Díaz León Gutierrez       |

| De Cecco Garcia Spajic Scholtis Ocampo Arroyo Gonzalez Mesa Cepeda Bell Simón Díaz León Gutierrez |

| Wyjściowe ustawienia drużyn w 2. secie                                                                     |
| --- |
| \| Blanco C. Uriarte Garcia Arroyo Scholtis Quiroga Gonzalez Mesa Cepeda Bell Simón Díaz León Gutierrez \| |
| |
| Blanco C. Uriarte Garcia Arroyo Scholtis Quiroga Gonzalez Mesa Cepeda Bell Simón Díaz León Gutierrez       |

| Blanco C. Uriarte Garcia Arroyo Scholtis Quiroga Gonzalez Mesa Cepeda Bell Simón Díaz León Gutierrez |

| Wyjściowe ustawienia drużyn w 3. secie                                                                    |
| --- |
| \| Uriarte Garcia Blanco C. Pereyra Quiroga Spajic Gonzalez Mesa Cepeda Bell Simón Díaz León Gutierrez \| |
| |
| Uriarte Garcia Blanco C. Pereyra Quiroga Spajic Gonzalez Mesa Cepeda Bell Simón Díaz León Gutierrez       |

| Uriarte Garcia Blanco C. Pereyra Quiroga Spajic Gonzalez Mesa Cepeda Bell Simón Díaz León Gutierrez |

|                                  |    |                         |        |
|                                  |    |                         |        |
| P                                | 1  | Wilfredo León           | 4 pkt  |
| L                                | 6  | Keibir Gutierrez Torres |        |
| A                                | 8  | Rolando Cepeda          | 12 pkt |
| P                                | 12 | Henry Bell Cisnero      | 10 pkt |
| Ś                                | 13 | Roberlandy Simón        | 11 pkt |
| Ś                                | 16 | Isbel Mesa Sandobal     | 11 pkt |
| R                                | 18 | Joandry Díaz            | 3 pkt  |
| Zmiany:                          |    |                         |        |
| P                                | 3  | Gustavo Alvarez Leyva   |        |
| P                                | 4  | Joandry Leal            |        |
| Ś                                | 7  | Osmany Camejo           |        |
| R                                | 14 | Raydel Hierrezuelo      |        |
| A                                | 19 | Fernando Hernandez      |        |
| Trener:                          |    |                         |        |
| Orlando Samuels Blackwood (Kuba) |    |                         |        |

- I sędzia: D. Cespedes Lassy (Dominikana)
- II sędzia: P. Groenewegen (Holandia)
- Czas trwania meczu: 91 min

| Argentyna | Statystyki        | Kuba |
| 0         | SETY              | 3    |
| 59        | MAŁE PUNKTY       | 76   |
| 25        | ATAK              | 39   |
| 6         | BLOK              | 9    |
| 3         | SERWIS            | 3    |
| 25        | BŁĘDY PRZECIWNIKA | 25   |